# Resa del Giappone

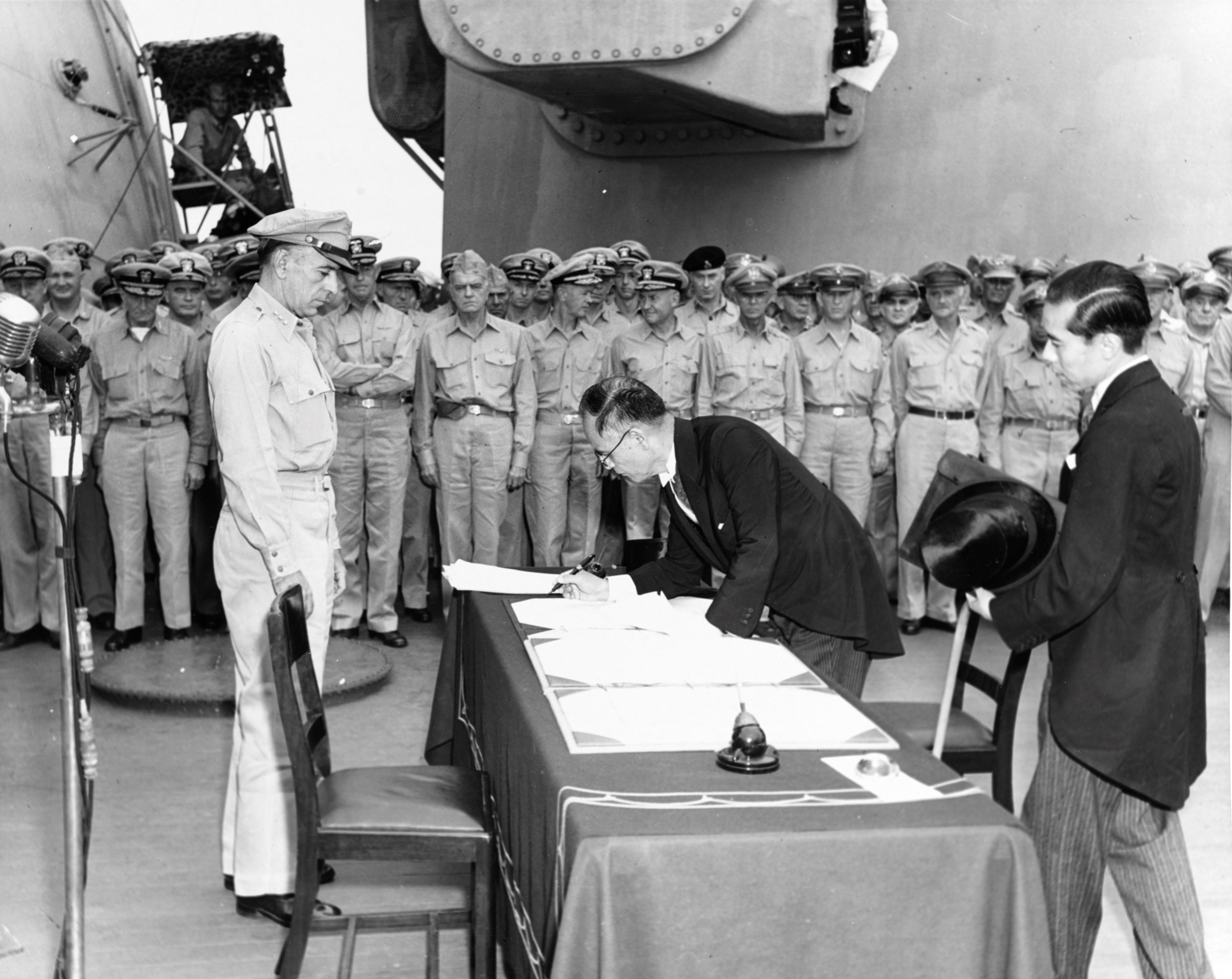
Il ministro degli esteri giapponese Mamoru Shigemitsu firma l'Atto di resa giapponese a bordo della USS Missouri mentre il generale Richard K. Sutherland osserva, 2 settembre 1945.

Con il termine resa del Giappone si fa riferimento alla resa incondizionata dell'Impero giapponese alle potenze alleate nella seconda guerra mondiale, in seguito al discorso dell'imperatore Hirohito del 15 agosto 1945, quando il sovrano si rivolse per la prima volta al suo popolo dichiarando la fine dei combattimenti; l'atto di resa venne ufficialmente firmato il 2 settembre 1945 dai delegati delle forze armate giapponesi e dai rappresentanti delle nazioni vincitrici a bordo della USS Missouri ancorata nella baia di Tokyo, ponendo definitivamente termine ai combattimenti nel fronte del Pacifico della seconda guerra mondiale.

## Gli eventi
Verso l'agosto 1945, la Marina imperiale giapponese aveva praticamente cessato di esistere, ed era imminente un'invasione alleata del Giappone. Mentre pubblicamente affermavano la loro intenzione di continuare a combattere fino alla fine, i capi del Giappone nel Supremo Consiglio di Guerra, cioè i "Sei Grandi", stavano rivolgendo segretamente suppliche all'Unione Sovietica perché mediasse la pace a condizioni molto favorevoli per i giapponesi (in pratica un ritorno allo status quo ante bellum). I sovietici, nel frattempo, si stavano preparando ad attaccare i giapponesi, per rispettare la promessa da loro fatta agli americani e ai britannici alla Conferenza di Jalta.
Rispettivamente il 6 e il 9 agosto, gli americani sganciarono bombe atomiche su Hiroshima e Nagasaki. Sempre il 9 agosto, l'Unione Sovietica lanciò un'invasione a sorpresa della colonia giapponese in Manciuria (Manchukuo), in violazione del Patto nippo-sovietico di non aggressione. Questi due attacchi gemelli spinsero l'Imperatore Hirohito ad intervenire e ad ordinare ai Sei Grandi di accettare le condizioni che gli Alleati avevano stabilito per porre fine alla guerra nella Dichiarazione di Potsdam. Dopo pochissimi altri giorni di negoziati dietro le quinte e un fallito colpo di Stato, Hirohito rivolse un discorso radiofonico registrato alla nazione il 15 agosto. Nel discorso alla radio, chiamato Gyokuon-hōsō ("Voce radiodiffusa del gioiello"), lesse l'Editto imperiale sulla resa, annunciando alla popolazione la resa del Giappone.
Il 28 agosto, iniziò l'occupazione del Giappone da parte del Comandante supremo delle forze alleate. Il 2 settembre, a bordo della nave da battaglia statunitense USS Missouri, si tenne la cerimonia, nella quale ufficiali del governo giapponese firmarono l'Atto di resa giapponese, che poneva ufficialmente fine alla Seconda guerra mondiale. I civili e i militari alleati allo stesso modo celebrarono la Giornata della Vittoria sul Giappone o V-J Day, la fine della guerra. Tuttavia, alcuni comandi militari e soldati isolati, appartenenti a delle remote forze giapponesi sparse su tutto il territorio asiatico e su alcune isole del Pacifico, rifiutarono di arrendersi per mesi e anni dopo, fino agli anni 1970. Dalla resa del Giappone, gli storici dibattono l'etica dell'uso delle bombe atomiche nei conflitti armati.

## L'imminente sconfitta

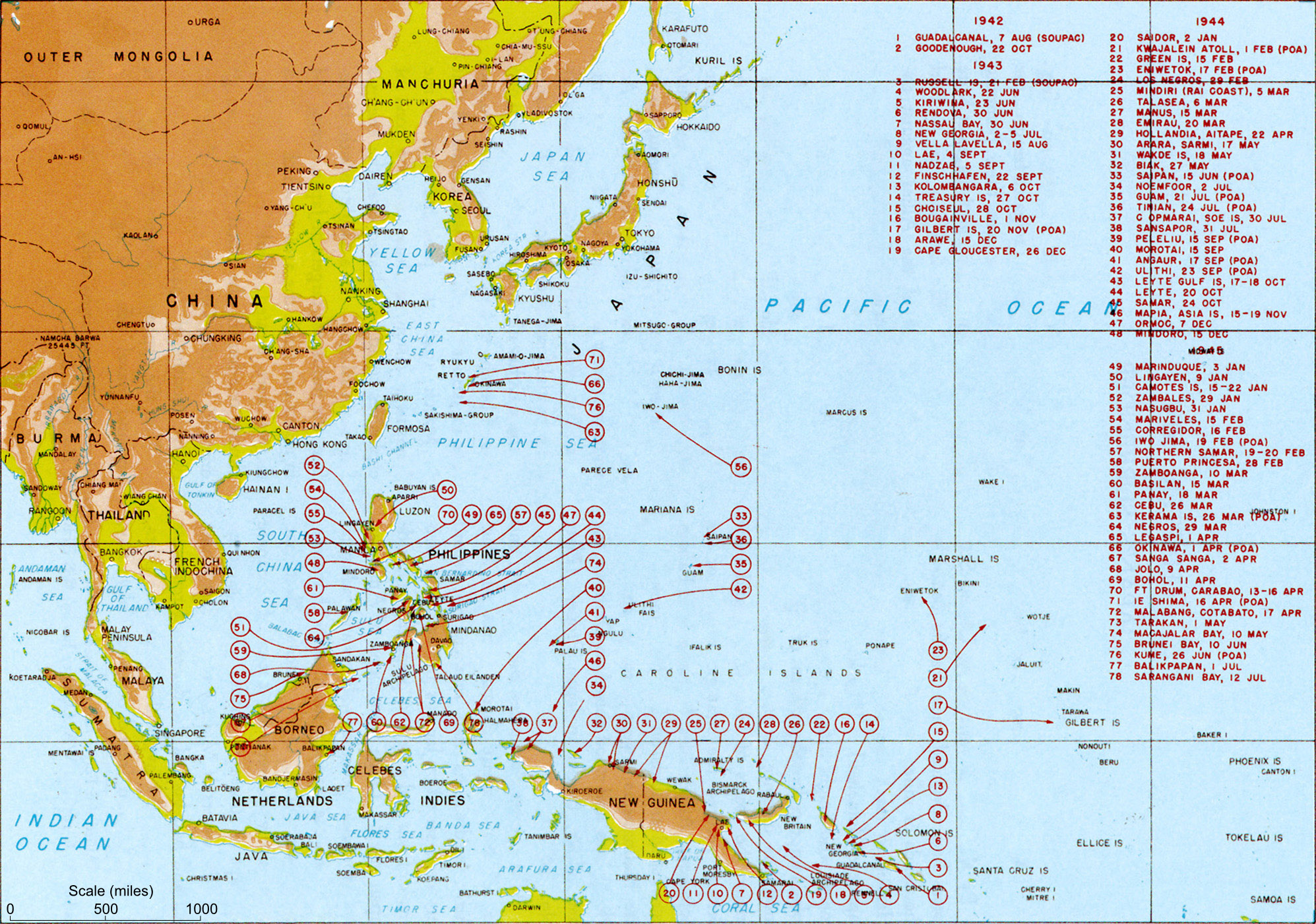
Sbarchi alleati durante le operazioni nel Teatro del Pacifico, agosto 1942 - agosto 1945

Entro il 1945, i giapponesi soffrirono una serie ininterrotta di sconfitte per circa due anni, nel Pacifico sud-occidentale, nella campagna delle isole Marianne e Palau e nella campagna delle Filippine. Nel luglio 1944, in seguito alla perdita di Saipan, il generale Hideki Tōjō fu sostituito come Primo ministro dal generale Kuniaki Koiso, il quale dichiarò che le Filippine sarebbero state il luogo della battaglia decisiva. Dopo la perdita delle Filippine, Koiso fu anch'egli sostituito dall'ammiraglio Suzuki Kantarō. Nella prima metà del 1945 gli Alleati catturarono le vicine isole di Iwo Jima e di Okinawa. Quest'ultima sarebbe stata una base perfetta per l'invasione del Giappone stesso.
La campagna sottomarina e l'interdizione alleate nelle acque territoriali giapponesi avevano in gran parte danneggiato la flotta mercantile nipponica. Il Giappone, che possedeva poche risorse naturali, dipendeva dalle materie prime importate dal continente asiatico e dai territori conquistati delle Indie Orientali Olandesi. La perdita della flotta mercantile, in combinazione con i bombardamenti strategici americani, colpì duramente l'economia bellica giapponese. La produzione di carbone, ferro, acciaio, gomma e altri rifornimenti vitali raggiunsero un livello molto basso rispetto al periodo prebellico.

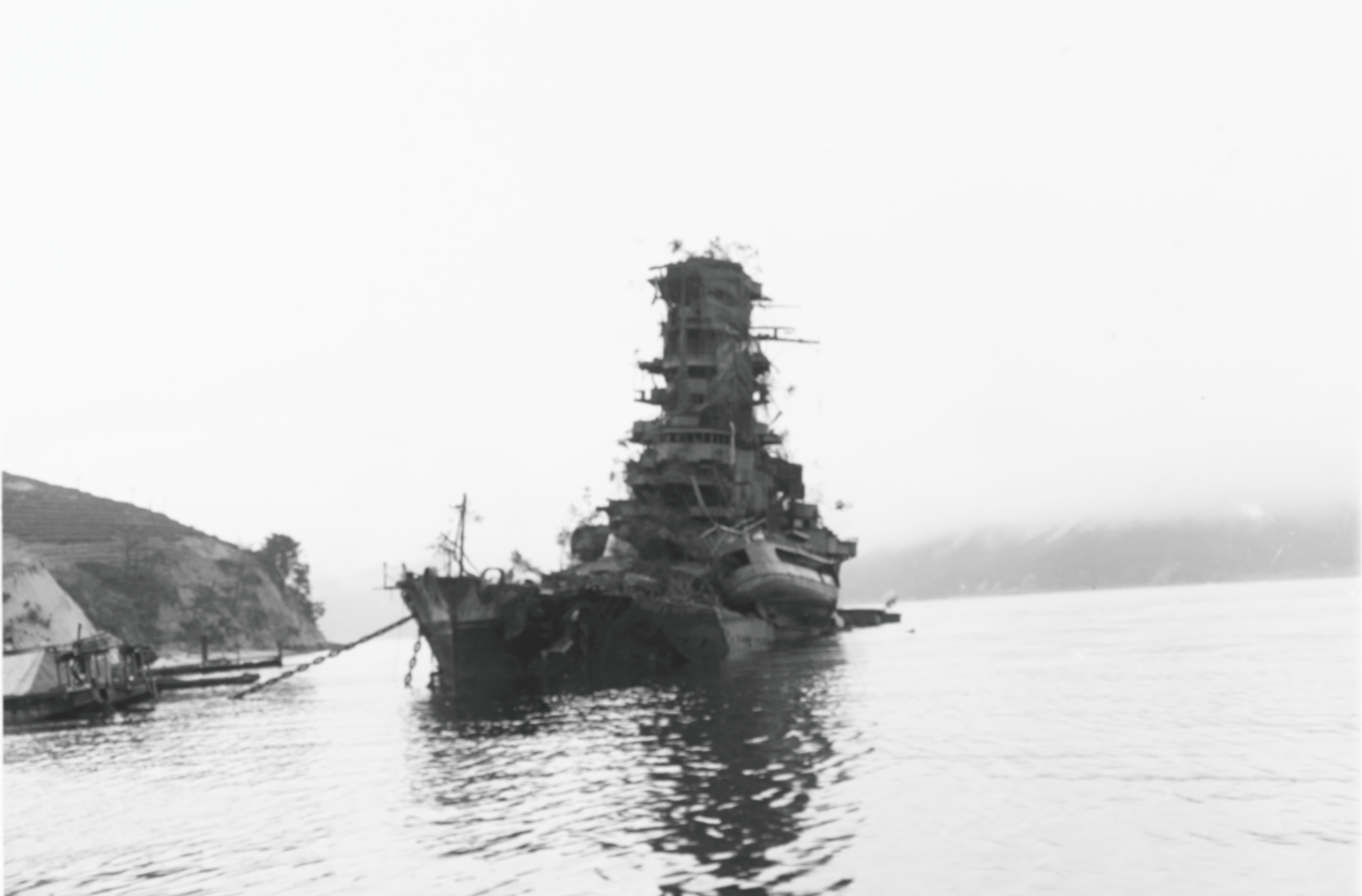
L'incrociatore da battaglia ricostruito fu affondato mentre era ormeggiato nella base navale di Kure, il 24 luglio, durante il bombardamento di Kure

A causa delle perdite subite in questa fase della guerra, la Marina imperiale giapponese cessò, a tutti gli effetti, di essere una forza combattente. In seguito ad una serie di raid all'arsenale navale di Kure, l'unica forza navale in grado di combattere era composta da sei portaerei, quattro incrociatori e una nave da battaglia, nessuna delle quali era adeguatamente rifornita di carburante. Sebbene diciannove cacciatorpediniere e trentotto sottomarini fossero ancora operativi, anche il loro utilizzo era limitato dalla carenza di carburante.

### La preparazione delle difese
Di fronte alla prospettiva di un'invasione dell'arcipelago, che sarebbe probabilmente iniziata con l'assalto all'isola Kyūshū, e dell'invasione sovietica della Manciuria, l'ultima fonte di risorse naturali, il Giornale di Guerra del Quartier Generale Imperiale concluse:
Nel disperato tentativo di fermare l'avanzata alleata, l'Alto Comando Imperiale giapponese pianificò una difesa totale di Kyūshū, nome in codice Operazione Ketsugō. L'operazione sarebbe stata un cambiamento radicale del piano di difesa usato anche su Peleliu e Iwo Jima. A differenza delle precedenti invasioni si sarebbe puntato tutto sull'attacco alla testa di ponte alleata; più di 3 000 kamikaze avrebbero attaccato i mezzi trasporto anfibio poco prima che questi giungessero sulla spiaggia.
Se ciò non avesse fermato gli Alleati, il piano prevedeva l'invio di altri 3 500 kamikaze con 5 000 barche suicide Shin'yō e i sottomarini e i cacciatorpediniere rimanenti. Infine, se gli Alleati fossero riusciti a sbarcare con successo sull'isola giapponese, ad affrontare gli invasori sarebbero rimasti appena 3 000 soldati che avrebbero difeso l'isola fino all'ultimo. Vicino a Nagano furono scavate delle grotte che, in caso di invasione, sarebbero state usate come rifugio per i soldati, che avrebbero continuato la guerra, per l'Imperatore e la sua famiglia.

## Consiglio Supremo per la Guerra
La politica bellica giapponese era centralizzata nel Consiglio Supremo per la Guerra (creato nel 1944 dall'allora Primo ministro Kuniaki Koiso), i Sei Grandi – Primo ministro, Ministro per gli Affari Esteri, Ministro dell'Esercito, Ministro della Marina, Capo dello stato maggiore dell'Esercito e il Capo dello stato maggiore della Marina. Alla formazione del governo Suzuki nell'aprile 1945, i membri del consiglio erano:

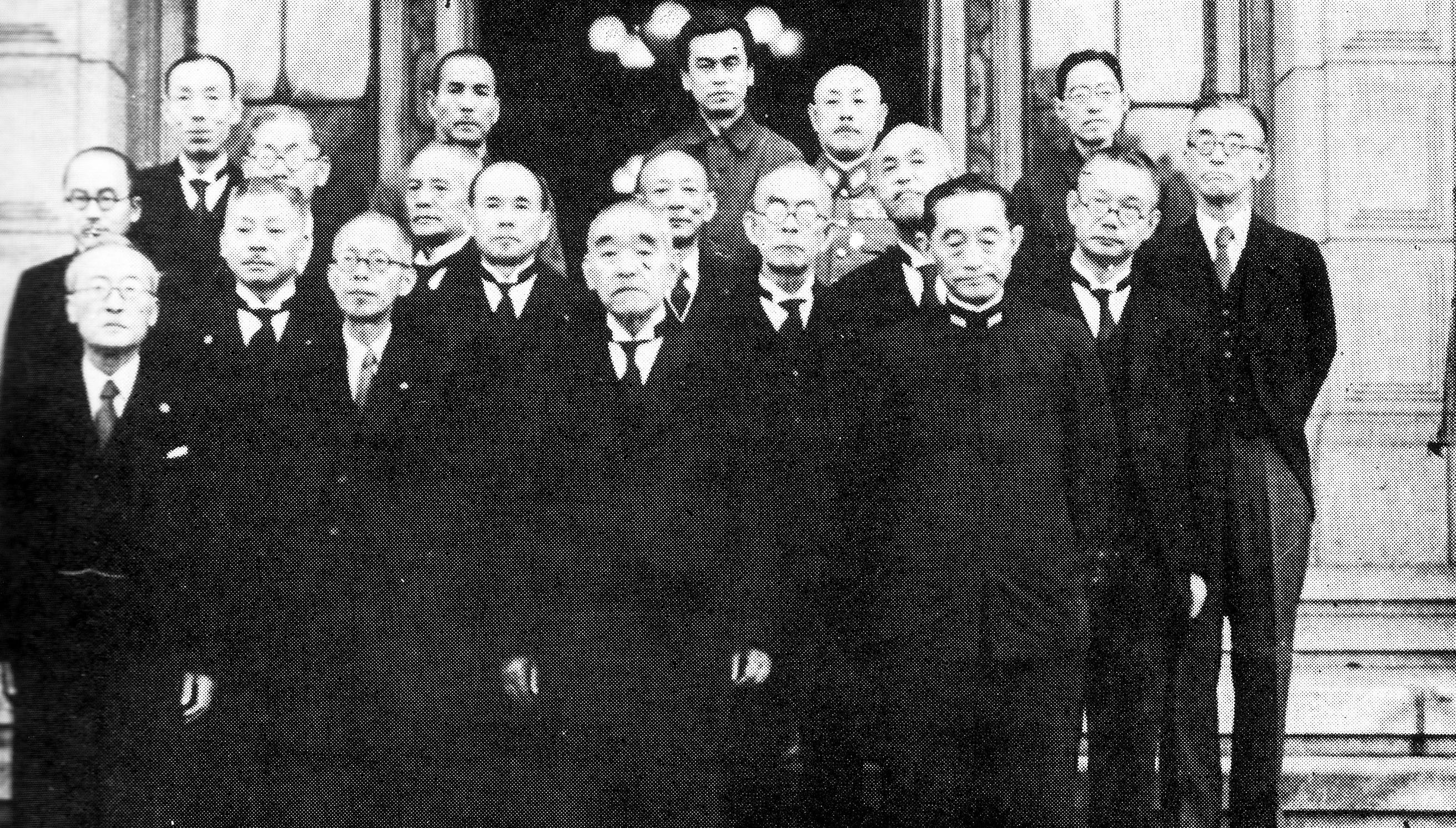
Il gabinetto del governo Suzuki nel giugno 1945

- Primo ministro: ammiraglio Kantarō Suzuki
- Ministro per gli Affari Esteri: Shigenori Tōgō
- Ministro dell'Esercito: generale Korechika Anami
- Ministro della Marina: ammiraglio Mitsumasa Yonai
- Capo dello stato maggiore dell'Esercito: generale Yoshijirō Umezu
- Capo dello stato maggiore della Marina: ammiraglio Koshirō Oikawa (in seguito rimpiazzato dall'ammiraglio Soemu Toyoda)

Legalmente, l'Esercito e la Marina nipponica avevano il diritto di nominare o rifiutare la nomina dei loro rispettivi ministri. In questo modo potevano prevenire la formazione di governi indesiderati o essere responsabili della caduta del governo stesso.
L'imperatore Hirohito e il lord del sigillo imperiale, Kōichi Kido, erano anch'essi presenti agli incontri dei Sei Grandi.

## Divisioni nella leadership giapponese
Per la maggior parte, il dominio militare di Suzuki favorì la continuazione della guerra. Per i giapponesi, la resa era impensabile - il Giappone non era mai stato invaso e non aveva mai perso una guerra fino ad allora. Solo Mitsumasa Yonai, il Ministro della Marina, che si sappia, fu l'unico a favore di una rapida fine della guerra. Secondo lo storico Richard B. Frank:
Dopo la guerra, Suzuki e altri membri del suo governo affermarono che segretamente stavano lavorando a favore della pace e che non potevano però affermare ciò pubblicamente. Essi citarono il concetto giapponese di haragei - "l'arte del nascosto e delle tecniche dell'invisibilità" - per giustificare la differenza tra le loro azioni pubbliche e il presunto lavoro dietro le scene. Tuttavia, molti storici rifiutano questa versione. Robert Butow scrive:
I leader giapponesi avevano sempre creduto che la guerra si sarebbe conclusa con un negoziato. I loro piani, prima della guerra, prevedevano una rapida espansione, un consolidamento nei nuovi domini e un eventuale conflitto con gli Stati Uniti che avrebbe permesso al Giappone di mantenere almeno alcuni dei territori invasi. Per il 1945, i leader giapponesi si trovavano in accordo sull'andamento negativo della guerra ma non sul modo migliore per concluderla. Si formarono così due schieramenti: il primo era favorevole ad un'iniziativa diplomatica per persuadere Iosif Stalin, leader supremo dell'Unione Sovietica, a fare da mediatore tra gli Alleati e il Giappone; il secondo schieramento, più estremo, era favorevole a continuare la guerra, combattendo un'ultima decisiva battaglia con gli Alleati e infliggendo loro così tante perdite da costringere i loro nemici ad offrire termini di resa meno duri. Entrambi gli approcci si basavano sull'esperienza della guerra russo-giapponese, combattuta quarant'anni prima, in cui vi furono una serie di battaglie dispendiose in termini umani e inconcludenti che si conclusero nella decisiva battaglia navale di Tsushima.

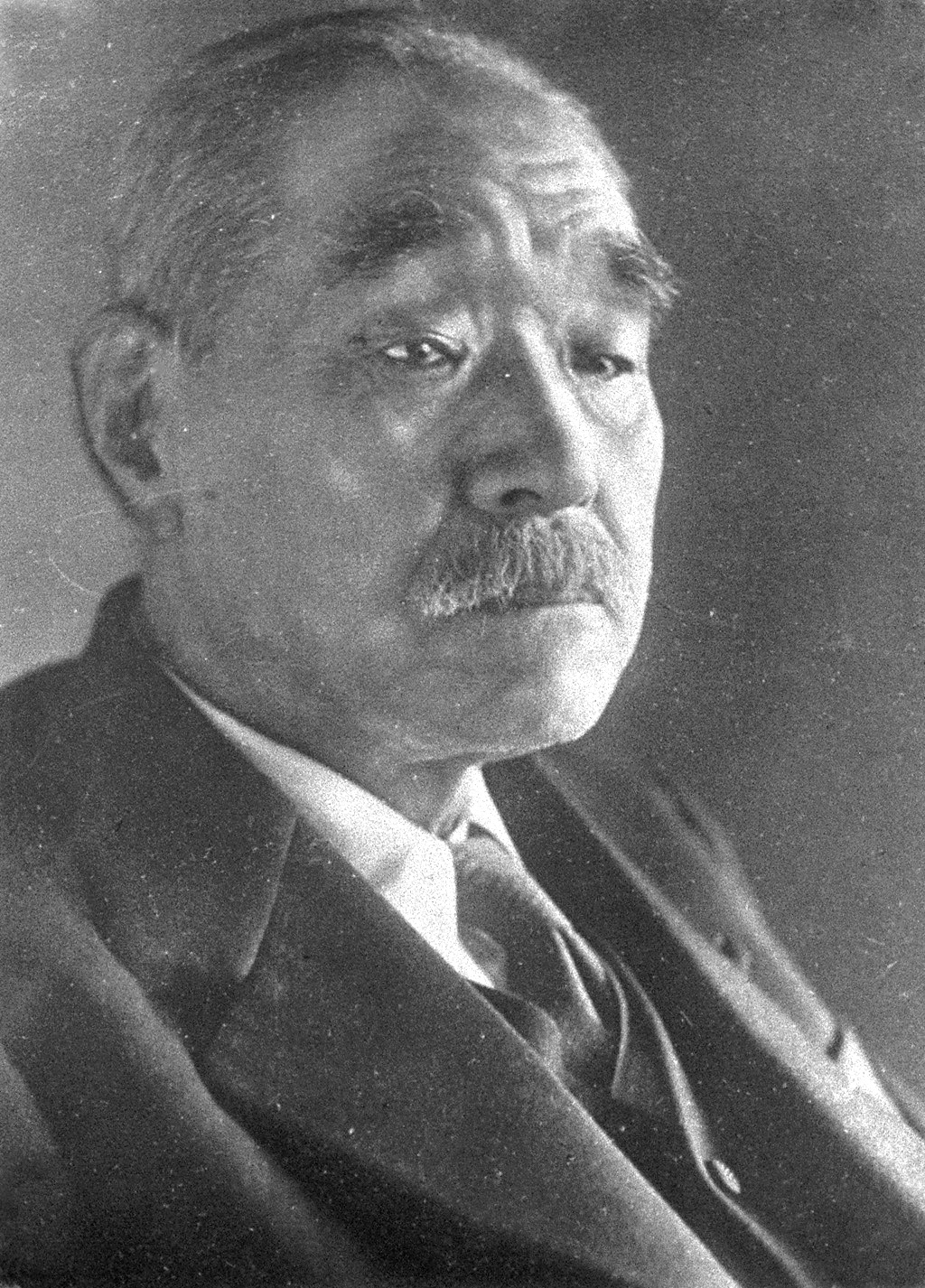
Come Primo ministro, l'ammiraglio Kantarō Suzuki guidò il governo giapponese nei mesi finali della guerra

Alla fine di gennaio del 1945, ai giapponesi giunse un'offerta di pace. Tali propositi, inviati attraverso sia i canali britannici che americani, furono raccolti dal generale Douglas MacArthur in un dossier di quaranta pagine e consegnato al Presidente Roosevelt il 2 febbraio, due giorni prima della Conferenza di Jalta. Dai rapporti, il dossier assicurava la posizione di comando dell'Imperatore, possibilmente come figura fantoccio del governo americano, ma fu respinto da Roosevelt che, seguendo la politica alleata dell'epoca, avrebbe accettato solo una resa incondizionata. Inoltre, quest'offerta fu respinta duramente dai membri militari del governo giapponese.
Nel febbraio 1945, il principe Fumimaro Konoe diede all'Imperatore Hirohito un memorandum che analizzava la situazione, affermando che se la guerra fosse continuata, la famiglia imperiale avrebbe dovuto temere di più una rivoluzione che una sconfitta. Secondo il diario del Grande Ciambellano Hisanori Fujita, l'Imperatore, cercando una decisiva battaglia (tennōzan), replicò che sarebbe stato prematuro cercare la pace, "a meno che non otteniamo di nuovo un guadagno militare". Sempre in febbraio, giunsero in Giappone notizie sulla politica alleata riguardo al Giappone stesso, ovvero riguardanti "la resa incondizionata, l'occupazione, il disarmamento, l'eliminazione del militarismo, le riforme democratiche, le punizioni per i criminali di guerra e lo status dell'Imperatore." L'imposizione del disarmo, la punizione per i cosiddetti criminali di guerra e specialmente l'occupazione e la rimozione dell'Imperatore erano condizioni inaccettabili per la leadership giapponese.
Il 5 aprile, l'Unione Sovietica consegnò al Giappone la notifica annuale, in cui non si rinnovava il quinquennale Patto di neutralità sovietico-giapponese (firmato nel 1941, in seguito alla battaglia di Khalkhin Gol). All'insaputa dei giapponesi, alla Conferenza di Teheran, nel novembre - dicembre 1943, gli Alleati si erano accordati perché l'Unione Sovietica entrasse in guerra contro il Giappone una volta sconfitta la Germania nazista. Alla Conferenza di Jalta, nel febbraio 1945, gli Stati Uniti avevano dato delle sostanziali concessioni ai sovietici per assicurarsi la promessa di una dichiarazione di guerra al Giappone in appena tre mesi dopo la resa dei tedeschi. Dato che il patto di neutralità non si sarebbe concluso prima del 5 aprile 1946, l'annuncio causò grande preoccupazione ai giapponesi. Molotov e Malik, l'ambasciatore sovietico a Tokyo, presero le distanze, assicurando ai giapponesi che "il periodo [di equilibrio] del patto non era finito".

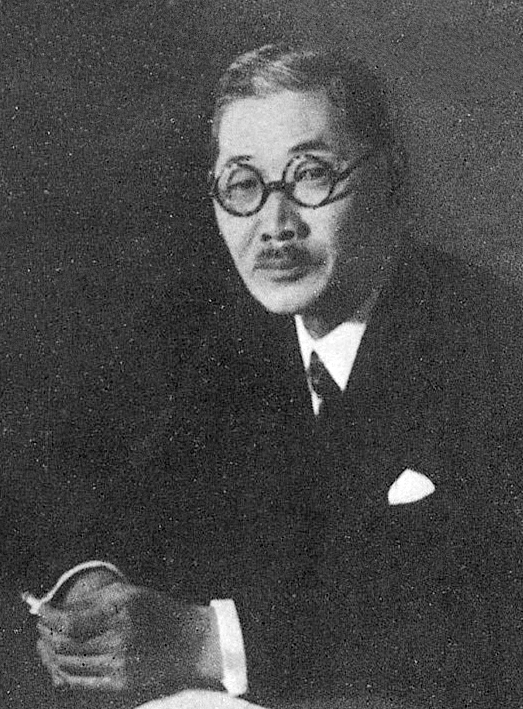
Ministro per gli Affari Esteri Shigenori Tōgō

Durante una serie di incontri nel maggio 1945, i Sei Grandi discussero seriamente riguardo ad una possibile fine della guerra ma in nessuna condizione che sarebbe stata accettabile per gli Alleati. Dato che chiunque supportasse apertamente la resa del Giappone rischiava di essere assassinato da qualche ufficiale zelante, i meeting erano chiusi a tutti eccetto i Sei Grandi, l'Imperatore e il gabinetto del governo - neppure gli ufficiali in seconda potevano assistere. A questi meeting, nonostante i dispacci dall'ambasciatore Sato a Mosca, solo il Ministro per gli Affari Esteri Togo realizzò la possibilità che Roosevelt e Churchill potessero aver dato delle concessioni a Stalin per spingere i sovietici alla guerra con il Giappone. Togo fu così autorizzato a cercare di mantenere la neutralità dell'Unione Sovietica o (in una remota possibilità) di formare con essa un'alleanza.
In base alla consuetudine dei nuovi governi di dichiarare i propri propositi, in seguito ad un incontro dello staff dell'Esercito in maggio, fu redatto un documento, "La politica di base da seguire d'ora in poi nella condotta della guerra", nel quale si affermava che il popolo giapponese avrebbe combattuto fino alla sua estinzione piuttosto che arrendersi. Questa politica fu adottata dai Sei Grandi il 6 giugno (Togo fu l'unico dei sei che si oppose). Altri documenti sottoscritti da Suzuki allo stesso meeting suggeriscono che nell'approccio diplomatico con l'URSS, il Giappone avrebbe adottato la seguente condotta:
Il 9 giugno, il confidente dell'Imperatore, Marchese Kōichi Kido scrisse una "Bozza di Piano per Controllare la Situazione di Crisi", avvertendo che alla fine dell'anno l'abilità giapponese di condurre la guerra moderna si sarebbe estinta e il governo non sarebbe stato in grado di contenere le agitazioni popolari. "[...] Non possiamo essere sicuri di essere una delle cause del destino della Germania che può invece essere ridotto a circostanze avverse in base alle quali noi non raggiungeremo il nostro supremo obiettivo di salvaguardare la Casata Imperiale e preservare l'ordinamento politico nazionale." Kido propose all'Imperatore di prendere in mano la situazione, offrendo la fine della guerra con "termini molto generosi". Propose inoltre che il Giappone riconsegnasse le colonie europee, proponendo che fosse loro garantita l'indipendenza, e che la nazione si disarmasse, mantenendo per un certo periodo "minime difese". Con l'autorizzazione imperiale, Kido ne discusse con i Sei Grandi. Togo lo supportò in pieno mentre Suzuki e il Ministro della Marina, Yonai, gli diedero un supporto minore. Il Ministro dell'Esercito, Anami, era indeciso, insistendo che la diplomazia doveva attendere fino a che "gli Stati Uniti non avessero subito gravi perdite" nell'Operazione Ketsugo.
In giugno, l'Imperatore perse fiducia nella possibilità di ottenere una vittoria militare. La battaglia di Okinawa era persa e Hirohito venne a conoscenza della debolezza dell'esercito giapponese in Cina, dell'Armata del Kwantung in Manciuria, della Marina e dell'esercito a difesa dell'Arcipelago giapponese. L'Imperatore ricevette inoltre un rapporto dal Principe Naruhiko Higashikuni dal quale concluse che "non si tratta solo delle difese costiere; le divisioni di riserva che avrebbero combattuto nella battaglia decisiva avevano anch'esse un numero insufficiente di armi." Secondo l'Imperatore:
Il 22 giugno, l'Imperatore convocò i Sei Grandi in un meeting. Insolitamente, disse per primo: "Desidero che un piano concreto per finire la guerra, senza ostacolo dall'attuale politica, venga rapidamente studiato e che vengano fatti i tentativi per portarlo a compimento." I convocati si trovarono d'accordo nel sollecitare i sovietici ad aiutare il Giappone a concludere la guerra. Altre nazioni neutrali, come la Svizzera, la Svezia e la Città del Vaticano, vollero contribuire al raggiungimento della pace ma esse erano troppo deboli per essere credute in grado di fare poco più che richiedere agli Alleati i termini della resa e chiedere al Giappone di accettarli o rifiutarli. Il Giappone sperava che l'Unione Sovietica potesse essere persuasa ad agire come un agente giapponese nella negoziazione con gli Stati Uniti e il Regno Unito.

## Tentativi di dialogo con l'Unione Sovietica

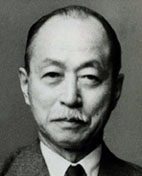
Naotake Satō, ambasciatore giapponese a Mosca

Il 30 giugno, Togo disse a Naotake Sato, ambasciatore a Mosca, di provare a stabilire una "ferma e duratura relazione di amicizia." Sato doveva discutere sulla situazione in Manciuria e su "ogni cosa i russi volessero fare." I sovietici erano soddisfatti della situazione e delle promesse degli Alleati ed impiegarono tattiche evasive, rincuorando i giapponesi senza promettere nulla. Sato infine si incontrò con il Ministro russo Molotov, l'11 luglio, ma senza risultati. Il 12 luglio, Togo disse a Sato di riferire ai sovietici che:
L'Imperatore propose di mandare il principe Konoe come un inviato speciale, anche se non sarebbe stato in grado di raggiungere Mosca prima della Conferenza di Potsdam.
Sato avvisò Togo che realmente "la resa incondizionata o termini strettamente equivalenti" era tutto ciò che il Giappone poteva aspettarsi. Oltretutto, in risposta alla richiesta di Molotov di proposte specifiche, Sato suggerì che i messaggi di Togo non erano "chiari circa le visioni del governo e dei militari riguardo alla terminazione della guerra", quindi la sua iniziativa era supportata dagli elementi chiave della struttura di potere giapponese.
Il 17 luglio, Togo rispose:
In risposta, Sato chiarificò:
Il 21 luglio, parlando a nome del gabinetto, Togo ripeté:
Il progetto di crittografia americano, Magic, aveva decriptato molti dei codici giapponesi, incluso il codice Purple, usato dal Ministero degli Esteri giapponese per criptare ad alto livello la corrispondenza diplomatica. A causa di ciò, i messaggi tra Tokyo e le ambasciate giapponesi poterono essere letti dagli Alleati quasi contemporaneamente a coloro cui erano diretti i messaggi.

### Le intenzioni sovietiche
Le questioni di sicurezza dominavano le decisioni sovietiche riguardanti l'Estremo Oriente. Prima di queste fu ottenere un libero accesso all'Oceano Pacifico. L'area di costa pacifica libera dal ghiaccio per tutto l'anno - in particolare nei pressi di Vladivostok - poteva essere bloccata via mare e via aerea dalle Isole Sachalin e dalle isole Curili. Acquisire questi territori, garantendo così l'accesso allo stretto di La Pérouse, fu l'obiettivo primario dei sovietici. Il secondo principale obiettivo era ottenere i contratti per la locazione della Ferrovia della Cina dell'Est, della Ferrovia della Manciuria del Sud, di Dalian e di Port Arthur.
A questo fine, Stalin e Molotov stroncarono le negoziazioni con i giapponesi, dando loro falsa speranza di una mediazione sovietica per la pace. Nel frattempo, nei loro dialoghi con gli Stati Uniti e la Gran Bretagna, i sovietici insistettero sulla stretta aderenza alla dichiarazione del Cairo, riaffermati nella Conferenza di Jalta, nella quale gli Alleati si accordarono per non accettare una pace separata o condizionata con il Giappone. I giapponesi si sarebbero arresi incondizionatamente a tutti gli Alleati. Per prolungare la guerra, i sovietici si opposero ad ogni tentativo di indebolire questi propositi. Ciò diede all'Unione Sovietica il tempo di trasferire le sue truppe dal fronte occidentale all'estremo oriente e conquistare la Manciuria (Manciukuò), la Mongolia Interna (Meng-Ciang), la Corea, Sachalin, le Curili e possibilmente Hokkaidō (cominciando con uno sbarco a Rumoi).

## Il Progetto Manhattan
Nel 1939, Albert Einstein e Leó Szilárd scrissero una lettera al Presidente Roosevelt avvertendolo sulla possibilità che i tedeschi potessero iniziare lo sviluppo di un armamento atomico e che era necessario che gli Stati Uniti cominciassero la ricerca con un proprio progetto. Roosevelt accettò, dando il via al Progetto Manhattan - un programma di ricerca top secret gestito dal generale Leslie Groves, con la direzione scientifica di Robert Oppenheimer. La prima bomba fu testata con successo durante il test Trinity, il 16 luglio 1945.
Quando il progetto era ormai concluso, gli americani cominciarono a considerare l'idea di usare la bomba. Groves formò un comitato che tra aprile e maggio 1945 prepararono una lista di possibili obiettivi. Uno dei criteri principali era che le città prescelte non fossero state danneggiate dai bombardamenti convenzionali. Ciò fu stabilito per poter fare poi un'accurata valutazione dei danni fatti dalla bomba atomica.
La lista preparata includeva diciotto città giapponesi. In cima alla lista vi erano Kyoto, Hiroshima, Yokohama, Kokura e Niigata. Alla fine, Kyoto fu rimossa dalla lista per obiezione del Segretario alla Guerra Henry L. Stimson, il quale aveva visitato la città in luna di miele ed era a conoscenza del suo significato culturale e storico.
In maggio, Harry S. Truman (che era divenuto il nuovo presidente dopo la morte di Roosevelt avvenuta il 12 aprile) approvò la formazione di un comitato provvisorio, cioè un gruppo consultivo che avrebbe riferito riguardo alla bomba atomica. Il gruppo era formato da George L. Harrison, Vannevar Bush, James Bryant Conant, Karl Taylor Compton, William L. Clayton e Ralph Austin Bard, assieme agli scienziati Robert Oppenheimer, Enrico Fermi, Ernest Lawrence e Arthur Compton. Nel rapporto del 1º giugno, il comitato concluse che la bomba doveva essere usata il prima possibile contro un'industria bellica circondata dalle case degli operai e che non doveva essere dato alcun preavviso o data alcuna dimostrazione.
Il mandato del comitato non includeva l'uso della bomba - il suo utilizzo dopo il completamento era presunto. Dopo una protesta degli scienziati coinvolti nel progetto, sotto forma del Rapporto Franck, il comitato riesaminò l'uso della bomba. In un incontro del 21 giugno, il comitato riaffermò che non vi erano alternative.

## Gli eventi di Potsdam
I leader delle maggiori potenze Alleate si incontrarono nella Conferenza di Potsdam dal 16 luglio al 2 agosto 1945. I partecipanti erano l'Unione Sovietica, il Regno Unito e gli Stati Uniti, rappresentati rispettivamente da Stalin, Winston Churchill (in seguito da Clement Attlee) e da Truman.

### Le negoziazioni
Anche se la Conferenza riguardava principalmente la questione europea, anche la guerra contro il Giappone fu discussa in dettaglio. Truman venne a sapere del successo del test Trinity verso la conclusione della conferenza e condivise questa informazione con la delegazione britannica. Il successo del test portò la delegazione americana a ripensare sulla necessità della partecipazione sovietica alla guerra con il Giappone, partecipazione stessa che l'America aveva tanto richiesto a Teheran e Jalta. In alto sulla lista delle priorità statunitensi vi era l'abbreviare la guerra e ridurre le vittime americane - l'intervento sovietico avrebbe sortito gli stessi effetti ma al costo di un probabile conquista russa di ulteriori territori oltre quelli già stabiliti e di una divisione post-guerra del Giappone, del tutto simile a quella della Germania.
Accordandosi con Stalin, Truman decise di dare al leader sovietico vaghi accenni circa l'esistenza di una nuova potente arma senza scendere nei dettagli. Gli Alleati non erano a conoscenza che l'intelligence sovietico fosse penetrato nel Progetto Manhattan nelle sue fasi iniziali e che quindi Stalin fosse già a conoscenza dell'esistenza di una bomba atomica, anche se non sembrava impressionato dal suo potenziale.

### La dichiarazione di Potsdam
Fu deciso di rilasciare una dichiarazione, la Dichiarazione di Potsdam, per difendere la "resa incondizionata" e chiarificando ciò che significava per la figura dell'Imperatore e per Hirohito personalmente. I governi americano e britannico erano fortemente in disaccordo su questo punto - gli Stati Uniti volevano abolire la figura imperiale e possibilmente processare Hirohito come un criminale di guerra mentre il Regno Unito voleva conservare la sua figura, mantenendo anche Hirohito come regnante. Della Dichiarazione furono scritte diverse bozze finché non si raggiunse una versione accettabile da entrambe le parti.
Solamente il 26 luglio, gli Stati Uniti, la Gran Bretagna e la Cina rilasciarono la Dichiarazione di Potsdam, annunciando i termini di resa per il Giappone, con l'avvertimento che "noi non ci muoveremo da essi [i termini di resa]. Non ci sono alternative. Non accetteremo alcun ritardo". I termini di resa erano:
- l'eliminazione "per sempre, [dell']autorità e [dell']influenza di coloro che decisero e condussero erroneamente il popolo del Giappone a imbarcarsi nella conquista del mondo"
- l'occupazione dei "punti nel territorio giapponese designati dagli Alleati"
- "la sovranità giapponese dovrà essere limitata nelle isole di Honshū, Hokkaidō, Kyūshū, Shikoku e altre isole minori che noi determineremo." Come annunciato nella Dichiarazione del Cairo del 1943, il Giappone sarebbe stato ridotto ai territori che possedeva prima del 1894 e privato quindi del suo impero anteguerra, inclusa la Corea, Taiwan e le sue recenti conquiste.
- "Le forze militari giapponesi saranno completamente smantellate"
- "la giustizia inflessibile sarà applicata a tutti i criminali di guerra, inclusi coloro che hanno osato violenza sui nostri prigionieri"

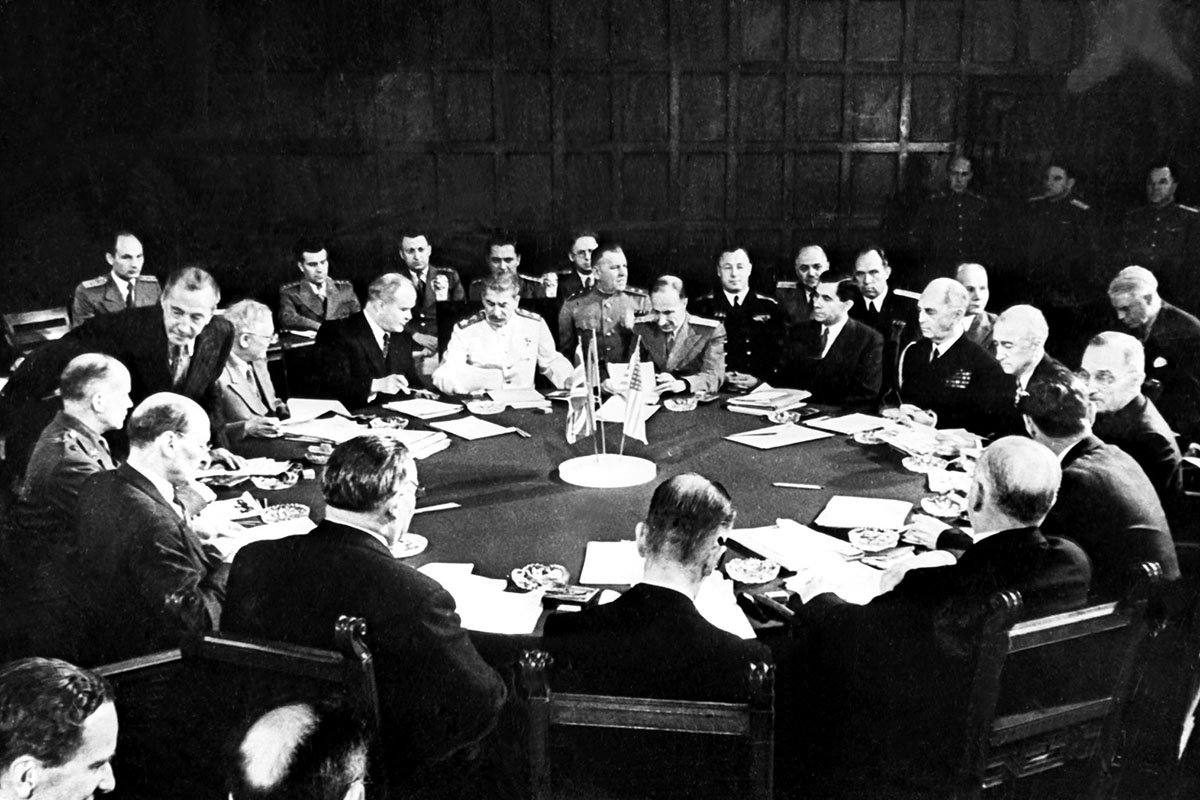
Una sessione della Conferenza di Potsdam - Quest'immagine rappresenta Clement Attlee, Ernest Bevin, Vyacheslav Molotov, Joseph Stalin, William D. Leahy, James F. Byrnes e Harry S. Truman

D'altra parte, la dichiarazione afferma che:
- "Noi non intendiamo che i giapponesi siano resi una razza schiava o distrutti come nazione, [...] Il governo giapponese rimuoverà tutti gli ostacoli alla rinascita e al rafforzamento delle tendenze democratiche del popolo giapponese. Libertà di parola, di religione e di pensiero saranno riconosciuti nel rispetto dei diritti umani fondamentali."
- "Al Giappone sarà permesso mantenere alcune industrie per sostenere la sua economia e permettere l'esazione delle sole riparazioni, [...] la partecipazione del Giappone nelle relazioni commerciali mondiali sarà permessa."
- "Le forze d'occupazione alleate si ritireranno dal Giappone non appena questi obiettivi saranno portati a compimento e si sarà stabilito, in accordo con la libera espressione della volontà del popolo giapponese, un governo responsabile e con un'inclinazione pacifica.

Contrariamente alla credenza popolare, l'unico uso del termine "resa incondizionata" appare al termine della dichiarazione:
- "Noi chiediamo al governo del Giappone di proclamare in breve tempo la resa incondizionata di tutte le forze armate giapponesi e di fornire garanzie adeguate e sufficienti della sua buona fede riguardo a queste azioni. L'alternativa per il Giappone è l'immediata e totale distruzione."

Contrariamente a quanto si voleva intendere quando venne redatta, la Dichiarazione non menzionava per nulla l'Imperatore. Le intenzioni alleate sulle questioni di massima importanza per i giapponesi, incluso se Hirohito sarebbe stato visto come uno di coloro che "condussero in errore il popolo del Giappone" o un criminale di guerra o se l'Imperatore potesse diventare parte di un "governo responsabile di inclinazione pacifica", non furono rese pubbliche.
La clausola dell'"immediata e totale distruzione" fu interpretata come un velato avvertimento sull'armamento atomico posseduto dall'America (testato con successo il primo giorno della conferenza).

### La reazione giapponese
Il 27 luglio il governo giapponese considerò come rispondere alla Dichiarazione. I quattro membri militari dei Sei Grandi volevano rigettarla ma Togo persuase il gabinetto a non farlo fino a che non avesse ottenuto una reazione dai sovietici. In un telegramma, Shun'ichi Kase, l'ambasciatore giapponese in Svizzera, osservò che la "resa incondizionata" riguardava solo i militari e non il governo o la popolazione e supplicò che si comprendesse che l'attento linguaggio usato a Potsdam apparisse "essere causa dell'incontro di molti pensieri" da parte delle potenze firmatarie - "sembrano aver paura di salvarci la faccia in diversi punti"." Il giorno seguente, i giornali giapponesi riportarono che la Dichiarazione, il cui testo era stato trasmesso telematicamente e lanciato nei cieli del Giappone, era stata rigettata. Nel tentativo di gestire l'opinione pubblica, il Primo ministro Suzuki comunicò con la stampa, affermando:
Il significato di mokusatsu, letteralmente "uccidere con il silenzio", si può intendere come "ignorare trattando con disprezzo" - che in modo abbastanza accurato descrive il tipo di reazione del governo. Le affermazioni di Suzuki però, in particolare l'ultima frase, lascia poco spazio ad una mal interpretazione e fu inteso dalla stampa come un rigetto, sia in Giappone che all'estero, e nessuna affermazione fu fatta in pubblico o attraverso canali diplomatici per alterare quest'interpretazione.
Il 30 luglio, l'ambasciatore Sato scrisse che Stalin stava probabilmente comunicando con Truman e Churchill circa il suo dialogo con il Giappone: "Non c'è alternativa ad una immediata resa incondizionata se vogliamo prevenire un intervento bellico russo." Il 2 agosto, Togo scrisse a Sato: "Non dovrebbe essere difficile per lei rendersi conto che [...] il tempo per procedere con gli accordi per concludere la guerra prima che il nemico sbarchi sul territorio giapponese è limitato, d'altro canto è difficile decidere riguardo alle reali condizioni di pace qui in patria e tutto in una volta."

## Hiroshima, Manciuria e Nagasaki

### 6 agosto: Hiroshima
La mattina del 6 agosto, l'Enola Gay, un Boeing B-29 Superfortress pilotato dal colonnello Paul Tibbets, sganciò una bomba atomica sulla città di Hiroshima nell'Honshu del sud-ovest. Lo stesso giorno, i rapporti confusi giunti a Tokyo affermavano che Hiroshima era stata oggetto di raid aerei che avevano livellato la città con un "accecante flash ed una violenta esplosione". A tarda giornata, giunse in Giappone il messaggio del Presidente Truman, il quale annunciava il primo uso di una bomba atomica e prometteva:
Inizialmente, alcuni si rifiutarono di credere che gli Stati Uniti avessero costruito una bomba atomica. L'Esercito e la Marina giapponesi avevano il loro programma nucleare militare indipendente, pertanto il Giappone era a conoscenza di quanto una bomba di questo genere fosse difficile da realizzare. L'ammiraglio Soemu Toyoda, il Capo dello Staff Generale della Marina, affermò che, anche se gli Stati Uniti ne avessero creata una, non potevano averne molte altre. Gli strateghi americani, avendo anticipato una reazione come quella di Toyoda, decisero di sganciare una seconda bomba poco tempo dopo la prima, per convincere i giapponesi che gli Stati Uniti ne avevano una grossa scorta.

### 8 - 9 agosto: invasione sovietica e Nagasaki
Rapporti dettagliati relativi ad una distruzione senza precedenti ad Hiroshima giunsero a Tokyo ma passarono due giorni prima che il governo si incontrasse per discutere sulla nuova situazione.
Alle 04:00 del 9 agosto giunsero a Tokyo delle voci relative alla rottura da parte dell'Unione Sovietica del Patto di Neutralità, dichiarando guerra al Giappone, e invadendo la Manciuria.

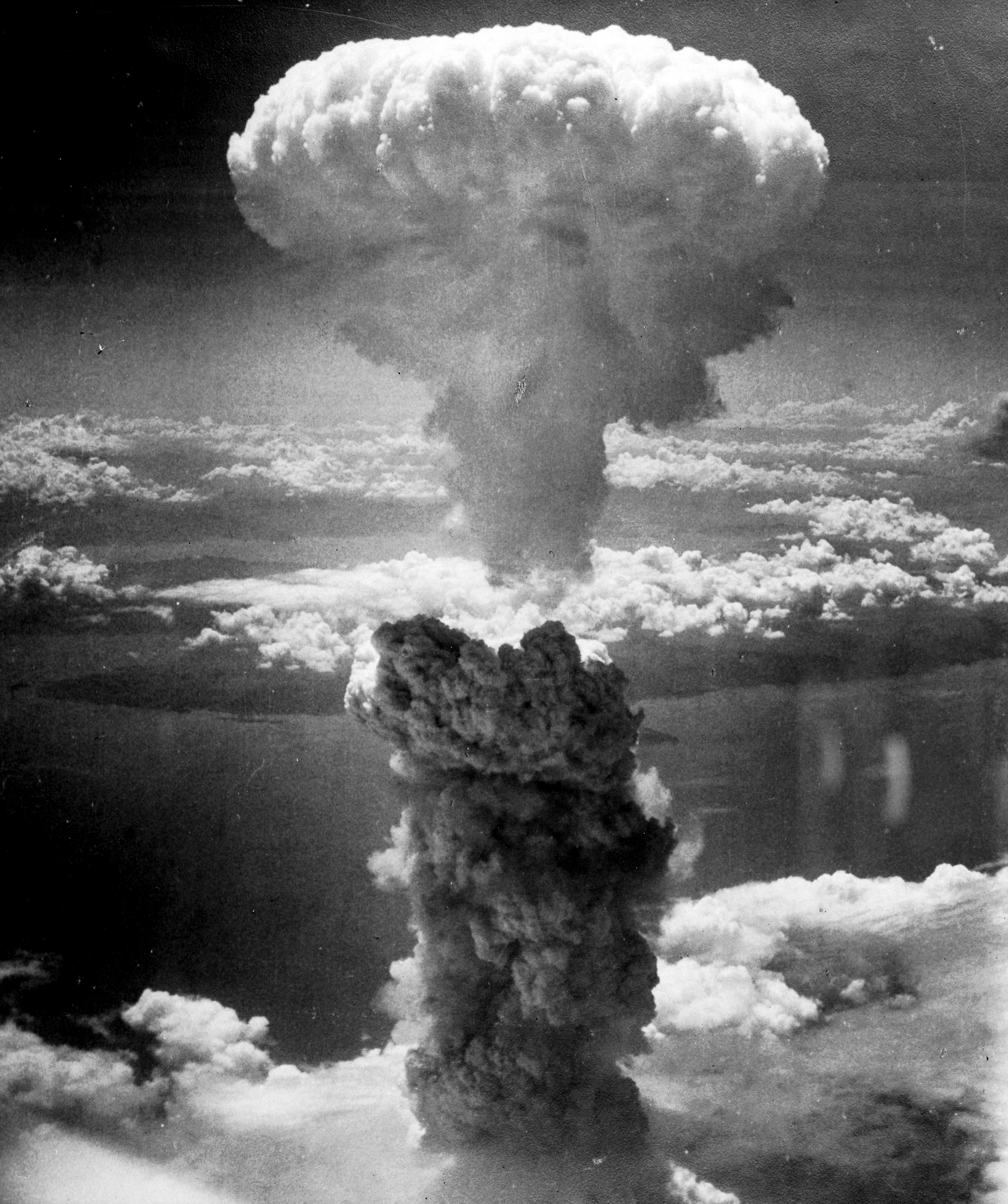
La bomba atomica di Nagasaki

Questo "doppio shock" - la bomba atomica su Hiroshima e l'entrata in guerra sovietica - ebbe immediati e profondi effetti sul Primo ministro Suzuki e il Ministro degli Esteri Togo Shigenori che affermavano che il governo doveva concludere la guerra una volta per tutte. Tuttavia, la leadership dell'Esercito Imperiale fece un passo troppo lungo, sottostimando molto la scala dell'attacco. Con il supporto del Ministro della Guerra, Anami, si preparò ad imporre la legge marziale alla nazione, per impedire a chiunque di proseguire verso la pace. Hirohito disse a Koichi Kido di "prendere rapidamente il controllo della situazione" perché "l'Unione Sovietica ha dichiarato guerra e oggi dà inizio alle ostilità contro di noi."
Il Consiglio Supremo si incontrò alle 10:30. Suzuki, che giungeva a sua volta da un incontro con l'Imperatore, affermò che era impossibile continuare la guerra. Togo Shigenori disse che si poteva accettare i termini della Dichiarazione di Potsdam ma bisognava garantire la posizione dell'Imperatore. Il Ministro della Marina Yonai disse che si doveva fare qualche proposta diplomatica - non potevano più permettersi di aspettare circostanze migliori.
Nel bel mezzo dell'incontro, poco dopo le 11:00, giunsero delle notizie da Nagasaki, sulla costa ovest di Kyushu, le quali affermavano che la città era stata colpita da una bomba nucleare (chiamata dagli Stati Uniti "Fat Man"). Quando il meeting si concluse il punteggio era 3 - 3. Suzuki, Togo e l'ammiraglio Yonai erano favorevoli ad accettare le richieste di Potsdam, mentre i generali Anami, Umezu e l'ammiraglio Toyoda insistevano ancora nel chiedere tre condizioni differenti da quelle di Potsdam: che il Giappone gestisse il proprio disarmo, che il Giappone processasse da sé i propri criminali di guerra e che non vi fosse un'occupazione straniera.

## Intervento imperiale, risposta degli Alleati e replica giapponese

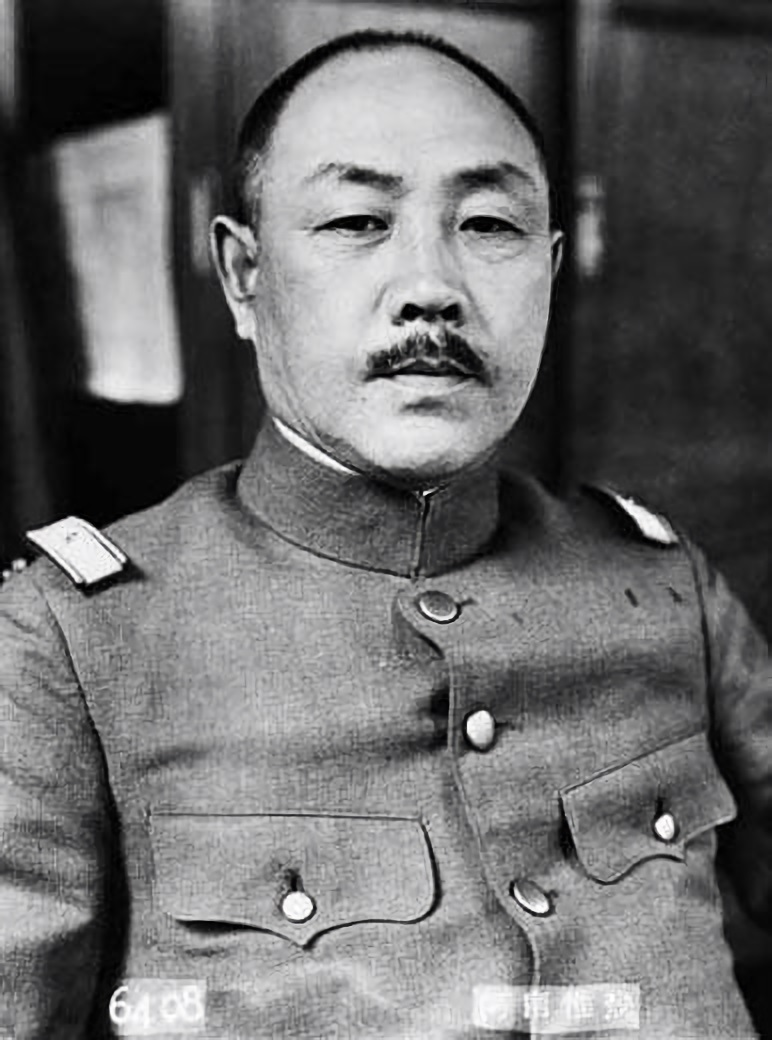
Il Ministro della Guerra Korechika Anami

Il gabinetto si incontrò alle 14:30 del 9 agosto e spese la maggior parte del giorno discutendo sulla resa. Quando i Sei Grandi ebbero concluso l'incontro, né Togo né Anami avevano ottenuto la maggioranza delle opinioni. Anami riferì agli altri ministri del gabinetto che, sotto tortura, un pilota statunitense di P-51 aveva riferito ai suoi carcerieri che gli Stati Uniti possedevano 100 bombe nucleari e che Tokyo e Kyoto sarebbero state colpite nei "prossimi giorni". Il pilota, Marcus McDilda, stava mentendo. Egli infatti non era a conoscenza del Progetto Manhattan e semplicemente disse ciò che pensava i giapponesi volessero sentirsi dire purché cessassero di torturarlo. La menzogna, che lo fece classificare come prigioniero di alta priorità, probabilmente lo salvò dalla decapitazione. In realtà, gli Stati Uniti avrebbero avuto una terza bomba pronta solo per il 19 agosto e una quarta lo sarebbe stata a settembre. La terza bomba probabilmente avrebbe dovuto essere usata su Tokyo.
L'incontro del gabinetto si aggiornò alle 17:30 senza trovare un consenso. Un secondo meeting ebbe inizio alle 18:00 e durò fino alle 22:00, anche questo senza che si fosse trovato un consenso. In seguito al secondo incontro, Suzuki e Togo incontrarono l'Imperatore; Suzuki propose al sovrano di indire una Conferenza imperiale, che sarebbe iniziata appena prima di mezzanotte, tra il 9 e il 10 agosto. Suzuki presentò la proposta di quattro condizioni di Anami come la posizione consensuale del Consiglio Supremo. Gli altri membri del Consiglio ribatterono, come fece Kiichirō Hiranuma, il presidente del Consiglio Privato, sottolineando l'incapacità del Giappone di difendere se stesso e descrivendo i problemi interni del paese, come la carenza di cibo. Il gabinetto dibatté ancora e ancora non trovò un consenso generale. Circa alle 2:00 del 10 agosto, Suzuki infine parlò direttamente con l'Imperatore Hirohito, chiedendogli di decidere tra due opzioni. I partecipanti, in seguito, raccolsero ciò che l'Imperatore disse:
Secondo il generale Sumihisa Ikeda e l'ammiraglio Zenshiro Hoshina, Kiichiro Hiranuma chiese all'Imperatore: "Vostra Maestà, voi sopportate anche la responsabilità (sekinin) di questa sconfitta. Quale scusa darete agli spiriti eroici dei fondatori della vostra casata imperiale e agli altri imperatori passati?" Quando l'Imperatore se ne andò, Suzuki spinse il gabinetto ad accettare la volontà dell'Imperatore, cosa che fecero. Nella mattinata del 10 agosto, il Ministro degli Esteri inviò un telegramma agli Alleati (in particolare, attraverso il dipartimento federale degli affari esteri svizzero) annunciando che il Giappone avrebbe accettato la Dichiarazione di Potsdam ma non avrebbe accettato alcuna condizione di pace che avesse "pregiudicato le prerogative" dell'Imperatore. Ciò effettivamente significava che il governo del Giappone non avrebbe cambiato forma – l'Imperatore del Giappone sarebbe rimasta una figura di potere reale.

### 12 agosto
La risposta degli Alleati fu scritta da James Francis Byrnes e approvata da britannici, cinesi e sovietici, anche se il governo russo accettò con riluttanza. Gli Alleati inviarono la risposta (attraverso il dipartimento federale degli affari esteri svizzero) all'accettazione giapponese della Dichiarazione di Potsdam del 12 agosto. Riguardo alla figura dell'Imperatore era scritto:
Il Presidente Truman ordinò che le operazioni militari (inclusi i bombardamenti dei B-29) continuassero fino a che non fosse giunta l'ufficialità della resa del Giappone. Tuttavia, notizie non corrette interpretarono un commento del generale Carl Spaatz il quale disse che nessun B-29 avesse volato l'11 agosto (a causa del brutto tempo); ciò sembrò essere la prova che un cessate il fuoco fosse in atto. Per non dare l'impressione ai giapponesi che gli Alleati avessero abbandonato i tentativi di ottenere la pace e avessero ripreso i bombardamenti, Truman ordinò di fermare ulteriori bombardamenti.
Il gabinetto giapponese considerò la risposta Alleata e Suzuki suggerì che si dovesse rigettare la proposta e insistere per garantire il sistema imperiale. Anami ritornò sulla sua posizione iniziale, rifiutando un'occupazione del Giappone. Togo disse poi a Suzuki che non vi erano speranze di ottenere condizioni migliori e Kido convenne con la volontà dell'Imperatore che il Giappone si arrendesse. In un incontro con l'Imperatore, Yonai parlò delle sue preoccupazioni circa il crescente disordine civile:
Quello stesso giorno, Hirohito informò la famiglia imperiale riguardo alla sua decisione di arrendersi. Uno dei suoi zii, il principe Asaka, chiese se la guerra non dovesse continuare se il kokutai (il sistema politico nazionale) non poteva essere preservato. L'Imperatore semplicemente rispose "sicuramente".

### 13 – 14 agosto
I Sei Grandi e il gabinetto dibatterono tutto il 13 agosto riguardo alla replica da dare agli Alleati ma si ritrovarono nuovamente in una situazione di stallo. Nel frattempo, i dubbi degli Alleati crebbero, attendendo la risposta giapponese. I giapponesi erano stati istruiti affinché potessero trasmettere in chiaro l'accettazione senza riserve ma di fatto inviarono messaggi codificati su fatti non relativi alla resa. Gli Alleati presero questi messaggi cifrati come una non accettazione dei termini di resa.
Attraverso le intercettazioni di Ultra, gli Alleati avevano identificato un crescente traffico militare e diplomatico, che fu ritenuto una prova che i giapponesi stessero preparando un "attacco banzai totale". Il Presidente Truman ordinò una ripresa degli attacchi contro il Giappone con intensità massima "per convincere gli ufficiali giapponesi che "facciamo sul serio e seriosamente vogliamo far loro accettare le nostre proposte di pace senza indugio". La 3ª Flotta degli Stati Uniti cominciò a bersagliare la costa giapponese. Nel più esteso bombardamento della guerra del Pacifico, più di 400 B-29 attaccarono il Giappone durante la giornata del 14 agosto e più di 300 nella notte che seguì. Un totale di 1 014 velivoli furono impiegati senza subire perdite.
Nella più lunga missione di bombardamento della guerra, i B-29 del 315th Bombardament Wing volarono per 6 000 km per distruggere una raffineria della Compagnia Petrolifera Nipponica a Tsuchizaki sulla punta settentrionale di Honshu. Quella colpita era l'ultima raffineria operativa nell'arcipelago giapponese e produceva il 67% del carburante del Giappone. Dopo la guerra, i raid di bombardieri furono giustificati come "già in corso" quando la resa del Giappone fu ricevuta ma questa era una verità parziale.

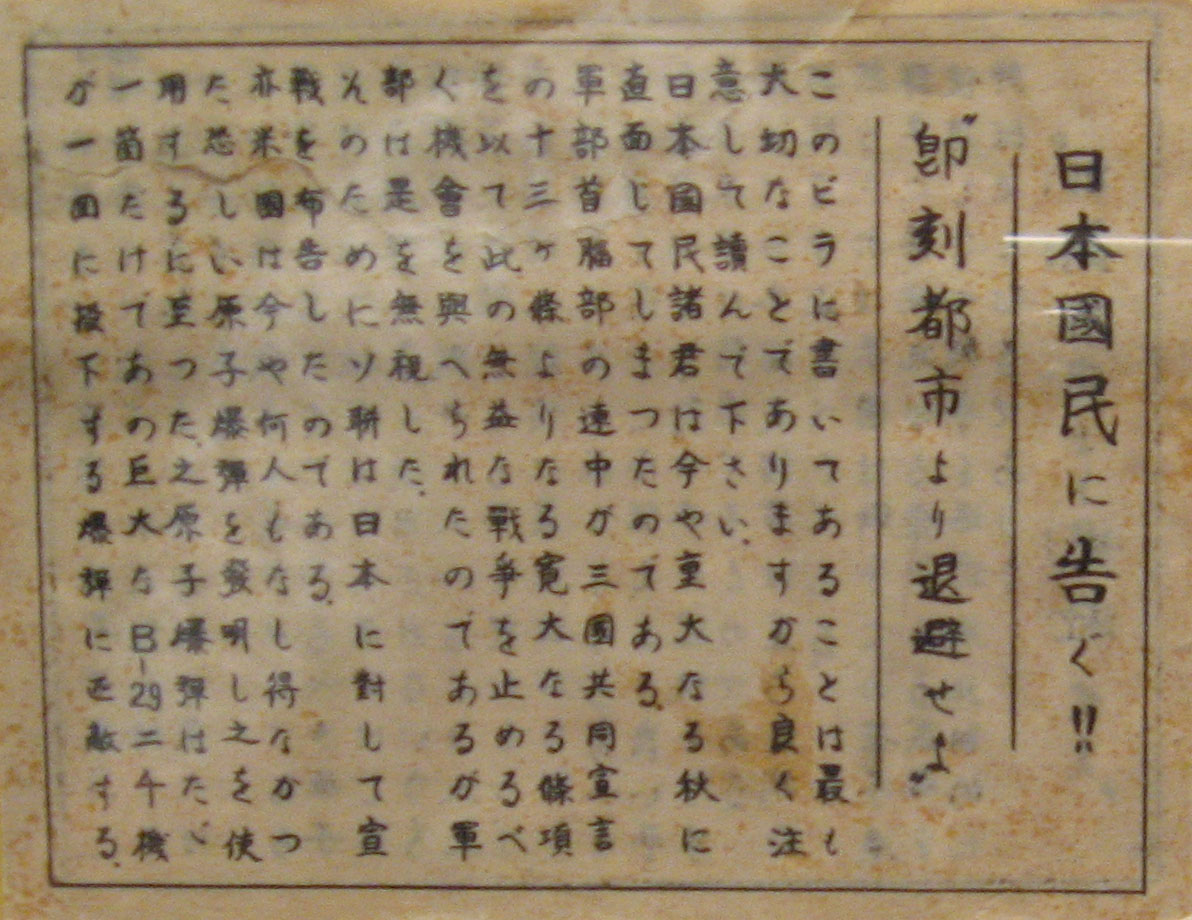
Un volantino lanciato sul Giappone dopo il bombardamento di Hiroshima. Il volantino dice, in parte: Il popolo giapponese è di fronte ad un autunno di estrema importanza. Ai vostri leader militari sono stati presentati tredici articoli sulla resa, ricevuti da parte dell'alleanza dei nostri tre paesi per porre fine a questa inutile guerra. Questa proposta è stata ignorata dai vostri leader militari... Gli Stati Uniti hanno sviluppato una bomba atomica, che non è stata realizzata da altre nazioni prima d'ora. È stato deciso di impiegare questa spaventosa bomba. Una bomba nucleare ha il potere distruttivo di 2 000 B-29.

Su suggerimento degli esperti psicologici americani, il 13 agosto, i B-29 bombardarono di volantini il Giappone, descrivendo l'offerta di resa giapponese e la risposta Alleata. I volantini ebbero un profondo effetto sul processo di decisioni dei giapponesi. All'alba del 14 agosto, Suzuki, Kido e l'imperatore si resero conto che il giorno sarebbe terminato con l'accettazione dei termini americani o con un colpo di Stato dei militari.
L'Imperatore incontrò la maggior parte dei capi dell'Esercito e della Marina. Mentre molti erano ancora a favore di combattere, il generale Shunroku Hata non lo era. Come comandante della 2ª Armata Generale, il cui quartier generale era ad Hiroshima, Hata comandava tutte le truppe difendenti il sud del Giappone - le truppe si preparavano a combattere la "battaglia decisiva". Hata disse di credere di non poter sconfiggere un'invasione e di non discutere la decisione dell'Imperatore. Quest'ultimo, infine, chiese ai suoi leader militari di cooperare con lui nella conclusione della guerra.
In una conferenza con il gabinetto ed altri consiglieri, Anami, Toyoda e Umezu fecero ancora un ultimo tentativo di continuare i combattimenti, dopo i quali l'Imperatore disse:
Il gabinetto convenne immediatamente e all'unanimità ratificarono le volontà dell'Imperatore. Essi decisero inoltre di distruggere gran parte del materiale pertinente ai fatti relativi a crimini di guerra e alla responsabilità della guerra degli alti ranghi della nazione. Subito dopo la conferenza, il Ministero degli Esteri trasmise gli ordini alle sue ambasciate in Svizzera e Svezia di accettare i termini Alleati di resa. Questi ordini furono intercettati e ricevuti a Washington alle 02:49 del 14 agosto.
Il testo del Rescritto Imperiale della resa fu completato e trascritto dalla corte ufficiale calligrafica e portato al gabinetto per l'approvazione. Circa alle 23:00, l'Imperatore, con l'aiuto di un tecnico dell'NHK, fece una registrazione al grammofono mentre leggeva il documento. La registrazione fu consegnata al ciambellano di corte, Yoshihiro Tokugawa, che lo nascose in un armadio dell'ufficio della segreteria dell'imperatrice.

## Il tentativo di colpo di Stato (12 – 15 agosto)

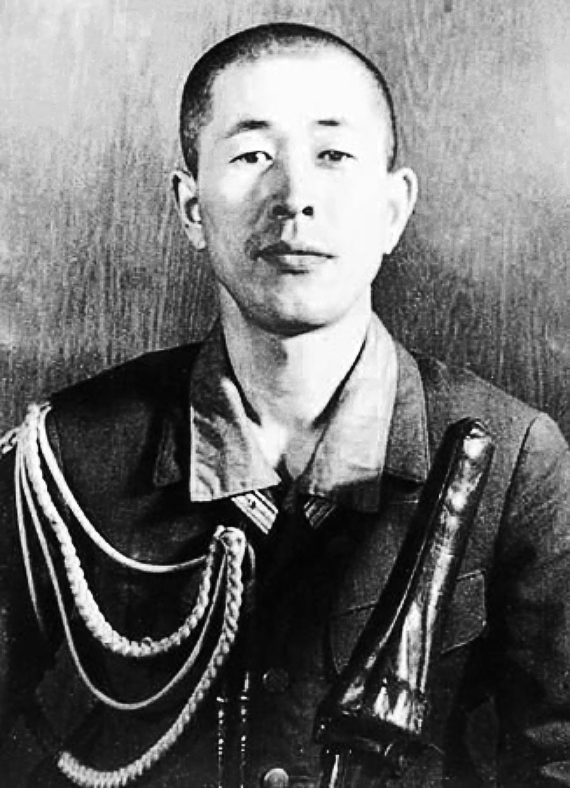
Kenji Hatanaka, leader del colpo di Stato

Nella notte del 12 agosto 1945, il maggiore Kenji Hatanaka, assieme al tenente colonnello Masataka Ida, Masahiko Takeshita (cognato di Anami) e Inaba Masao, con il colonnello Okitsugu Arao, il Capo della Sezione degli Affari Militari, parlarono al Ministro della Guerra Korechika Anami (il Ministro degli Esteri era "la figura più potente in Giappone dopo l'Imperatore stesso"), chiedendo di fare tutto ciò che poteva per impedire che fosse accettata la Dichiarazione di Potsdam. Siccome avevano bisogno del suo supporto, Hatanaka e gli altri ribelli decisero che non avevano scelta che continuare il piano e tentare un colpo di Stato. Hatanaka, per tutto il 13 agosto e la mattina del 14, incontrò i suoi alleati negli alti livelli del Ministero e perfezionò il suo piano.
Poco dopo la conferenza nella notte tra il 13 e il 14 agosto, in cui fu deciso di accettare la resa, un gruppo di alti ufficiali dell'Esercito, incluso Anami si incontrarono in una stanza vicina. Tutti i presenti erano tesi a causa della possibilità di un colpo di Stato per impedire la resa - alcuni dei presenti potevano tuttavia aver considerato di proporne una. Il generale Torashiro Kawabe propose che tutti gli alti ufficiali presenti firmassero un accordo per impegnarsi a eseguire l'ordine di resa dell'Imperatore - "L'Esercito agirà in accordo con la Decisione Imperiale". Posero la firma Anami, Hajime Sugiyama, Yoshijirō Umezu, Kenji Doihara, Torashirō Kawabe, Masakazu Kawabe e Tadaichi Wakamatsu. "Questo accordo scritto firmato dai più alti ufficiali dell'Esercito, in aggiunta ad Anami, agì come un formidabile tagliafuoco contro ogni tentativo di incitare un colpo di Stato a Tokyo."

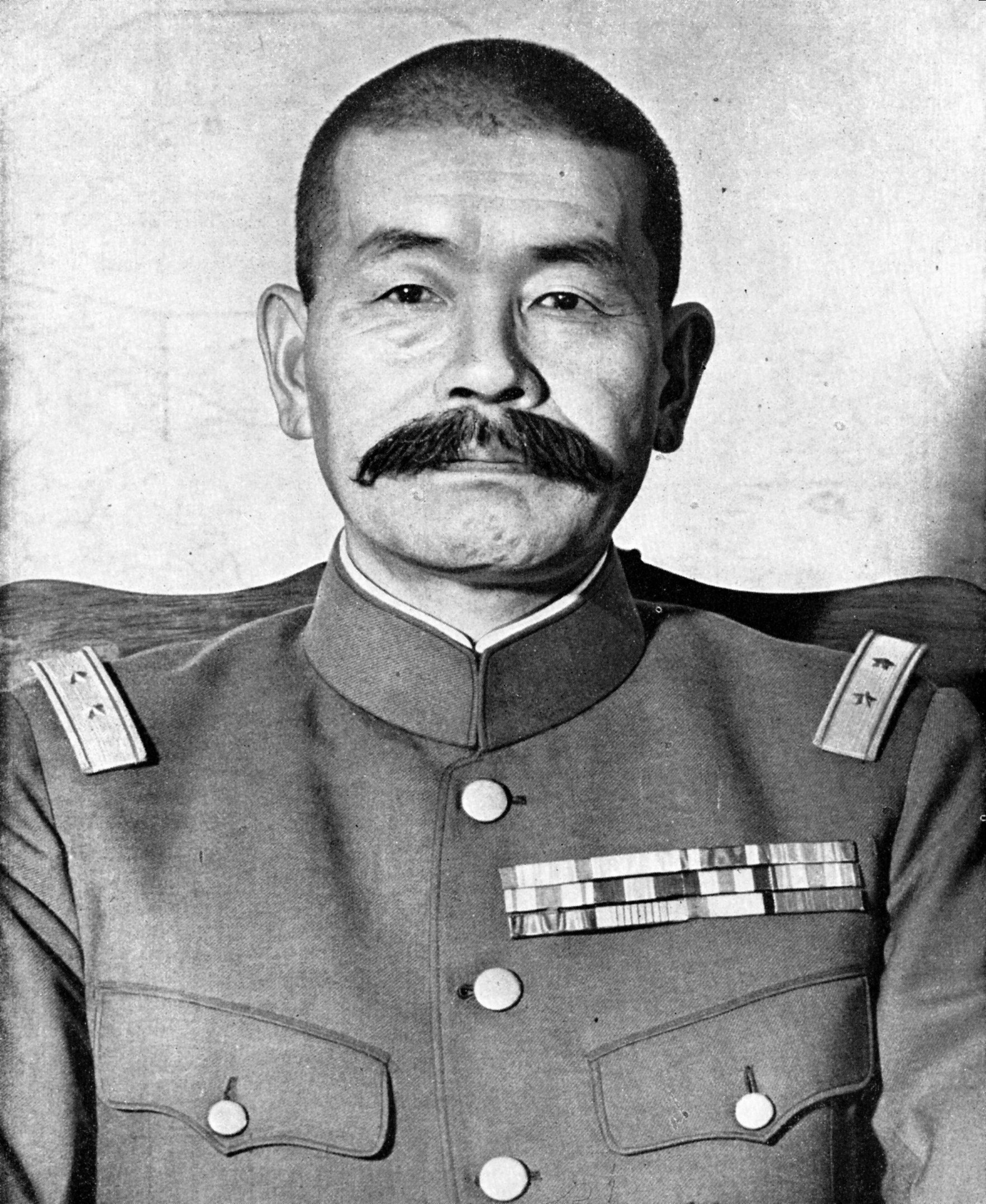
Il colpo di Stato collassò dopo che Shizuichi Tanaka convinse gli ufficiali ribelli ad andarsene. Tanaka si suicidò nove giorni dopo.

Circa alle 21:30 del 14 agosto, i ribelli di Hatanaka misero in atto il piano. Il 2º Reggimento della Prima Guardia Imperiale entrò nel palazzo con il doppio degli uomini del battaglione già presente. Hatanaka però, con il tenente colonnello Jiro Shiizaki, convinse il comandante del 2º Reggimento, il colonnello Toyojiro Haga, riferendogli che i generali Anami ed Umezu e i comandanti dell'Armata del Distretto Orientale e delle Divisioni della Guardia Imperiale erano tutti membri della cospirazione (Hatanaka mentiva). Hatanaka andò poi nell'ufficio di Shizuichi Tanaka, comandante dell'Armata del Distretto Orientale, per persuaderlo ad unirsi al colpo di Stato. Tanaka si rifiutò e gli ordinò di tornare a casa ma Hatanaka ignorò l'ordine.
In origine, Hatanaka sperava semplicemente che, occupando il palazzo e mostrando l'inizio di una ribellione, il resto dell'Esercito si sarebbe anch'esso sollevato contro la volontà di resa. Quest'idea lo guidò per diversi giorni e gli diede il cieco ottimismo di continuare tranquillamente con il piano, nonostante avesse poco supporto dai suoi superiori. Avendo messo tutti i pezzi in posizione, Hatanaka e i suoi cospiratori decisero che la Guardia Imperiale avrebbero preso il controllo del palazzo alle 2:00. Fino ad allora si continuò a cercare di convincere i loro superiori nell'Esercito ad unirsi alla loro causa. Durante questo periodo, il generale Anami fece seppuku, lasciando il messaggio "[Con la mia morte] Chiedo umilmente perdono all'Imperatore per questo grande crimine." Se il crimine fosse aver perso la guerra, o il colpo di Stato, rimane un mistero.
Dopo le ore 1:00, Hatanaka e i suoi uomini circondarono il palazzo. Hatanaka, Shiizaki e il capitano Shigetaro Uehara (dell'Accademia della Forza Aerea) giunsero nell'ufficio del generale Takeshi Mori per chiedergli di unirsi al colpo di Stato. Mori era ad un incontro con il cognato, Michinori Shiraishi. La cooperazione di Mori, come comandante della 1ª Divisione della Guardia Imperiale, era cruciale. Quando Mori si rifiutò di unirsi ad Hatanaka, quest'ultimo lo uccise, temendo che Mori ordinasse alla Guardia di bloccare la ribellione. Uehara uccise invece Shiraishi e i due cognati furono gli unici due morti della notte. Hatanaka quindi usò l'ufficio stampa del generale Mori per autorizzare l'Ordine Strategico No. 584 della Divisione della Guardia Imperiale, un falso ordine, creato dai cospiratori, che avrebbe incrementato le forze occupanti il Palazzo imperiale di Tokyo, la sede dei Ministeri Imperiali e "protetto" l'Imperatore.
La polizia del palazzo venne disarmata e tutte le entrate furono bloccate. Nel corso della notte, i ribelli di Hatanaka catturarono e detenerono diciotto persone inclusi lo staff dei Ministeri e i lavoratori della NHK, inviati per registrare il discorso della resa.
I ribelli nelle ore successive cercarono senza successo Sitaro Ishiwatari, Ministro della Casa Imperiale, il lord del sigillo imperiale, Koichi Kido, e la registrazione del discorso di resa. I due uomini erano nascosti nel "caveau", una stanza nei sotterranei del Palazzo Imperiale. La ricerca fu resa più difficile da un blackout dovuto ad un bombardamento Alleato e i nomi di molte stanze erano irriconoscibili ai ribelli. Questi intanto avevano trovato il ciambellano Tokugawa. Anche se Hatanaka minacciò di sbudellarlo con una spada da samurai, Tokugawa mentì e disse loro di non sapere dove si trovassero la registrazione e le persone cercate. Durante la loro ricerca, i ribelli tagliarano quasi tutte le linee telefoniche, impedendo le comunicazioni tra i loro prigionieri e il mondo esterno.
Nel frattempo, a Yokohama, un altro gruppo di ribelli di Hatanaka, guidati dal capitano Takeo Sasaki, giunse nell'ufficio del Primo ministro con l'intento di ucciderlo. Quando lo trovarono vuoto, mitragliarono l'ufficio e gli diedero fuoco, quindi se ne andarono. Hisatsune Sakomizu aveva avvertito Suzuki il quale era fuggito pochi minuti prima che i suoi assassini arrivassero. Dopo aver dato alle fiamme la sua casa, tentarono di uccidere Kiichiro Hiranuma che però riuscì a fuggire mentre i cospiratori incendiavano anche la sua dimora. Suzuki fu protetto dalla polizia per tutto agosto, passando ogni notte in luoghi diversi.
Circa alle 03:00, Hatanaka fu informato dal tenente colonnello Masataka Ida che l'Armata del Distretto Orientale stava raggiungendo il palazzo per fermarlo e che avrebbe dovuto rinunciare. Infine, vedendo fallito il suo piano, Hatanaka pregò Tatsuhiko Takashima, Capo dello Staff dell'Armata del Distretto Orientale, di concedergli almeno dieci minuti in onda sulla radio NHK, per spiegare al popolo del Giappone cosa stava tentando di fare e perché. Gli fu rifiutato. Il colonnello Haga, comandante del 2º Reggimento della 1ª Divisione della Guardia Imperiale, scoprì che l'Armata non dava supporto a questa ribellione e ordinò ad Hatanaka di lasciare il palazzo.
Appena prima delle 05:00, mentre i ribelli continuavano le ricerche, il maggiore Hatanaka giunse negli studi della NHK e, brandendo una pistola, tentò disperatamente di avere uno spazio in onda per spiegare le sue azioni. Poco più di un'ora più tardi, dopo aver ricevuto una telefonata dall'Armata del Distretto Orientale, Hatanaka finalmente rinunciò. Riunitosi ai suoi ufficiali lasciò lo studio radio.
All'alba, Tanaka venne a conoscenza che il palazzo era stato invaso. Giunto sul posto fronteggiò gli ufficiali ribelli, rimproverandoli di agire in contrasto con lo spirito dell'esercito giapponese. Li convinse quindi a ritornare nei loro alloggi. Alle 08:00, la ribellione era stata interamente smantellata, avendo avuto successo solo nell'impossessarsi del palazzo per tutta la notte ma fallendo nel trovare le registrazioni.
Hatanaka, su una motocicletta, e Shiiazaki, sul dorso di un cavallo, attraversarono le vie, lanciando volantini che spiegavano i motivi delle loro azioni. Appena un'ora prima della trasmissione del messaggio dell'Imperatore, circa alle 11:00 del 15 agosto, Hatanaka si suicidò. Shiizaki si pugnalò e infine si sparò. Nella tasca di Hatanaka fu trovato un foglio con scritto "Non ho nulla di cui pentirmi ora che le nuvole oscure sono comparse nel regno dell'Imperatore."

## La resa

### La trasmissione del Rescritto Imperiale della resa
A mezzogiorno del 15 agosto, ora locale, fu trasmesso il discorso alla nazione registrato dall'Imperatore (passato alla storia come Gyokuon-hōsō (玉音放送? letteralmente "Trasmissione della voce del Gioiello")) mentre leggeva il Rescritto Imperiale sulla terminazione della guerra:
Ancor di più, il nemico ha cominciato a sviluppare una nuova e molto più disastrosa bomba, il cui potere di distruzione è, realmente, incalcolabile e in grado di togliere molte vite innocenti. Se dovessimo continuare a combattere, non ne risulterebbe che un completo collasso e una cancellazione della nazione giapponese e si condurrebbe anche alla totale estinzione della civiltà umana.
Essendo tale il nostro caso, dobbiamo prima salvare i milioni di Nostri servitori o espiare le Nostre colpe fino al perdono dei Nostri Avi Imperiali? Questa è la ragione per cui Noi abbiamo ordinato di accettare le richieste della Dichiarazione Congiunta delle Potenze.
Le difficoltà e sofferenze a cui la Nostra nazione sarà soggetta di qui a poco sarà certamente grande. Siamo consapevoli dei più intimi sentimenti di tutti voi, Nostri servitori. Tuttavia, è in base allo scorrere del tempo e del fato che abbiamo deciso di aprire la strada ad una grande pace per tutte le generazioni a venire, sopportando l'insopportabile e soffrendo l'insoffribile.»

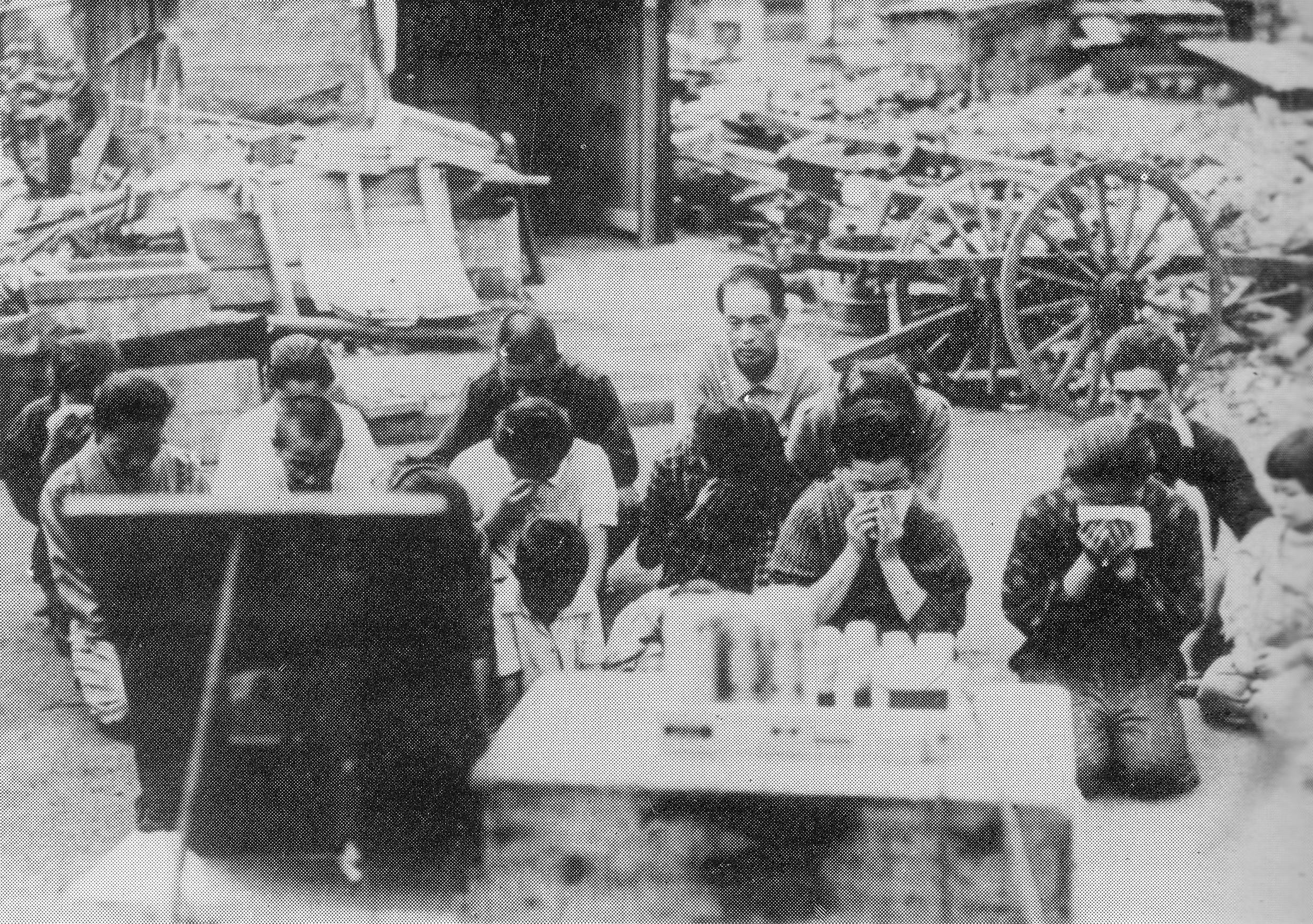
Civili giapponesi ascoltano la trasmissione del rescritto imperiale della resa del Giappone agli Alleati

La bassa qualità della registrazione, combinata con l'antico e ricercato giapponese usato dall'Imperatore nel Rescritto, resero la registrazione molto difficile da capire per la maggior parte degli ascoltatori.
Le reazioni pubbliche al discorso dell'Imperatore furono disparate - molti giapponesi semplicemente lo ascoltarono, quindi andarono avanti con le loro vite come poterono, mentre alcuni ufficiali dell'Esercito e della Marina scelsero di suicidarsi piuttosto che arrendersi. In una base a nord di Nagasaki, alcuni ufficiali dell'Esercito, inferociti alla prospettiva di arrendersi, spinsero sedici avieri americani fuori dalla prigione della base e li sventrarono con la spada, uccidendoli. Una grande e piangente folla si radunò di fronte al Palazzo Imperiale a Tokyo, con i pianti interrotti, di tanto in tanto, dal rumore di uno sparo quando gli ufficiali presenti si suicidavano.
Il 17 agosto, Suzuki fu sostituito come Primo ministro dallo zio dell'Imperatore, il principe Naruhiko, forse per prevenire ogni altro tentativo di colpo di Stato o tentativo di assassinio; Mamoru Shigemitsu rimpiazzò Togo come Ministro degli Esteri.
Le forze del Giappone combatterono ancora contro sovietici e cinesi e convincerli a cessare il fuoco e arrendersi fu molto difficile. L'ultimo combattimento aereo dei caccia giapponesi contro i bombardieri da ricognizione americani ebbe luogo il 18 agosto. L'Unione Sovietica continuò a combattere fino ai primi di settembre, prendendo le isole Curili.

### L'inizio dell'occupazione e la cerimonia di resa

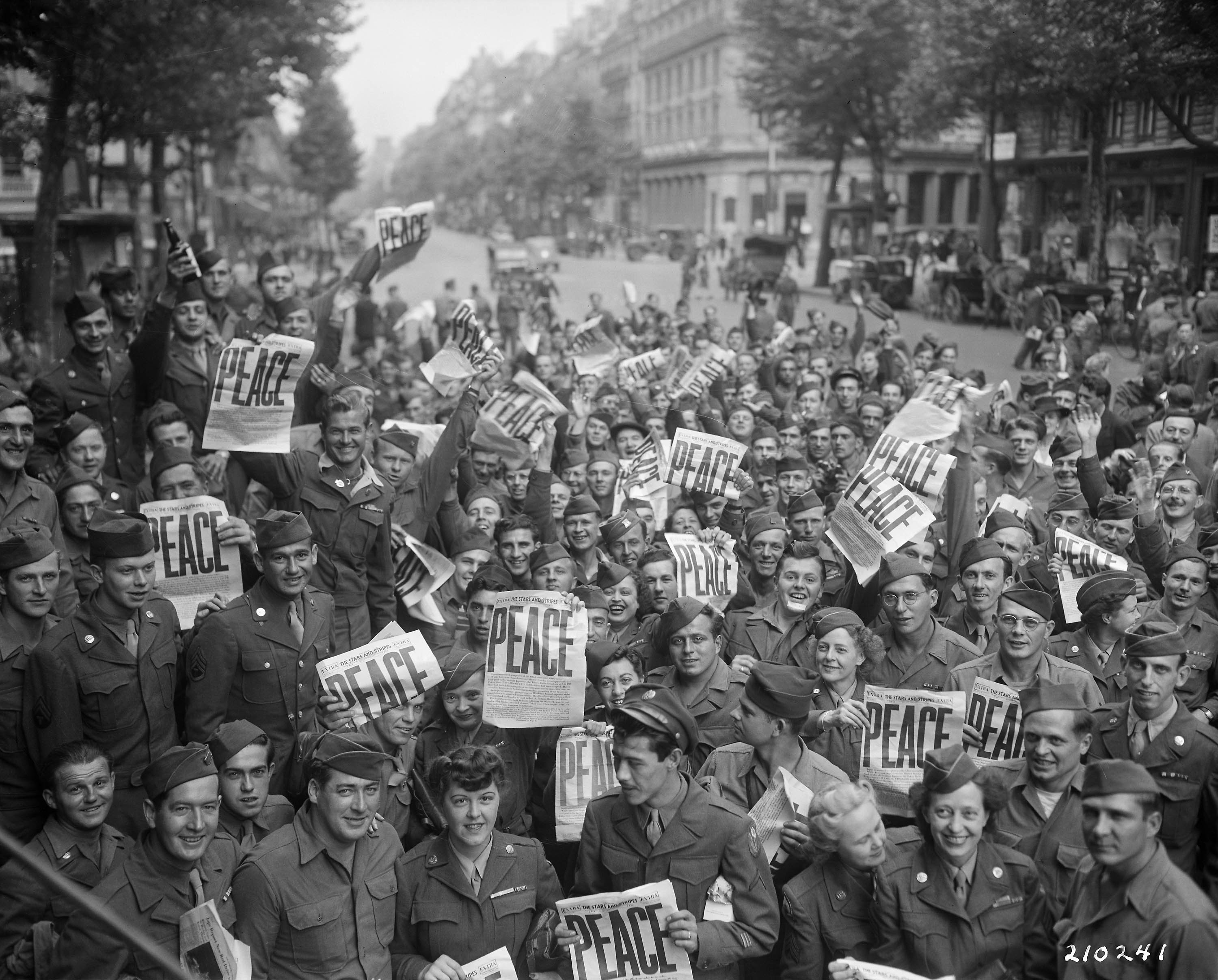
Personale Alleato celebra la resa del Giappone a Parigi

Civili e militari Alleati esplosero di gioia alla notizia della fine della guerra. Una fotografia, V-J day in Times Square (Giornata della Vittoria sul Giappone a Times Square), in cui un marinaio americano bacia una ragazza a New York e un film-notiziario Dancing Man (Uomo che Balla) a Sydney rappresentano le immediate celebrazioni. Il 14 e 15 agosto viene celebrata la Giornata della Vittoria sul Giappone in molti paesi Alleati. La celebrazione della Giornata della Vittoria sul Giappone dipende dall'ora locale in cui i paesi alleati ricevettero la Resa del Giappone. I paesi del Commonwealth britannico lo celebrano il 15, mentre gli Stati Uniti lo celebrano il 14
L'Unione Sovietica aveva tutta l'intenzione di occupare Hokkaido. Nonostante l'occupazione sovietica dell'est della Germania e del nord della Corea, quest'ultimo piano trovò l'opposizione di Truman.
Gli ufficiali giapponesi abbandonarono Manila il 19 agosto per incontrarsi con il Comandante supremo delle forze alleate Douglas MacArthur e per ricevere notizie riguardo al piano d'occupazione. Il 28 agosto, 150 americani volarono fino ad Atsugi, nella Prefettura di Kanagawa, iniziando così l'occupazione del Giappone. Questi 150 uomini furono seguiti dalla USS Missouri (BB-63), la quale scortava i vascelli da sbarco del 4º Reggimento Marines che occupò la costa meridionale di Kanagawa. Altro personale Alleato seguì i Marines.
MacArthur arrivò a Tokyo il 30 agosto e decretò immediatamente diverse leggi: nessun membro degli Alleati doveva assalire la popolazione giapponese. Nessun membro degli Alleati doveva mangiare il già scarso cibo dei giapponesi. Sventolare la bandiera Hinomaru, o del "Sole Nascente", era severamente vietato.

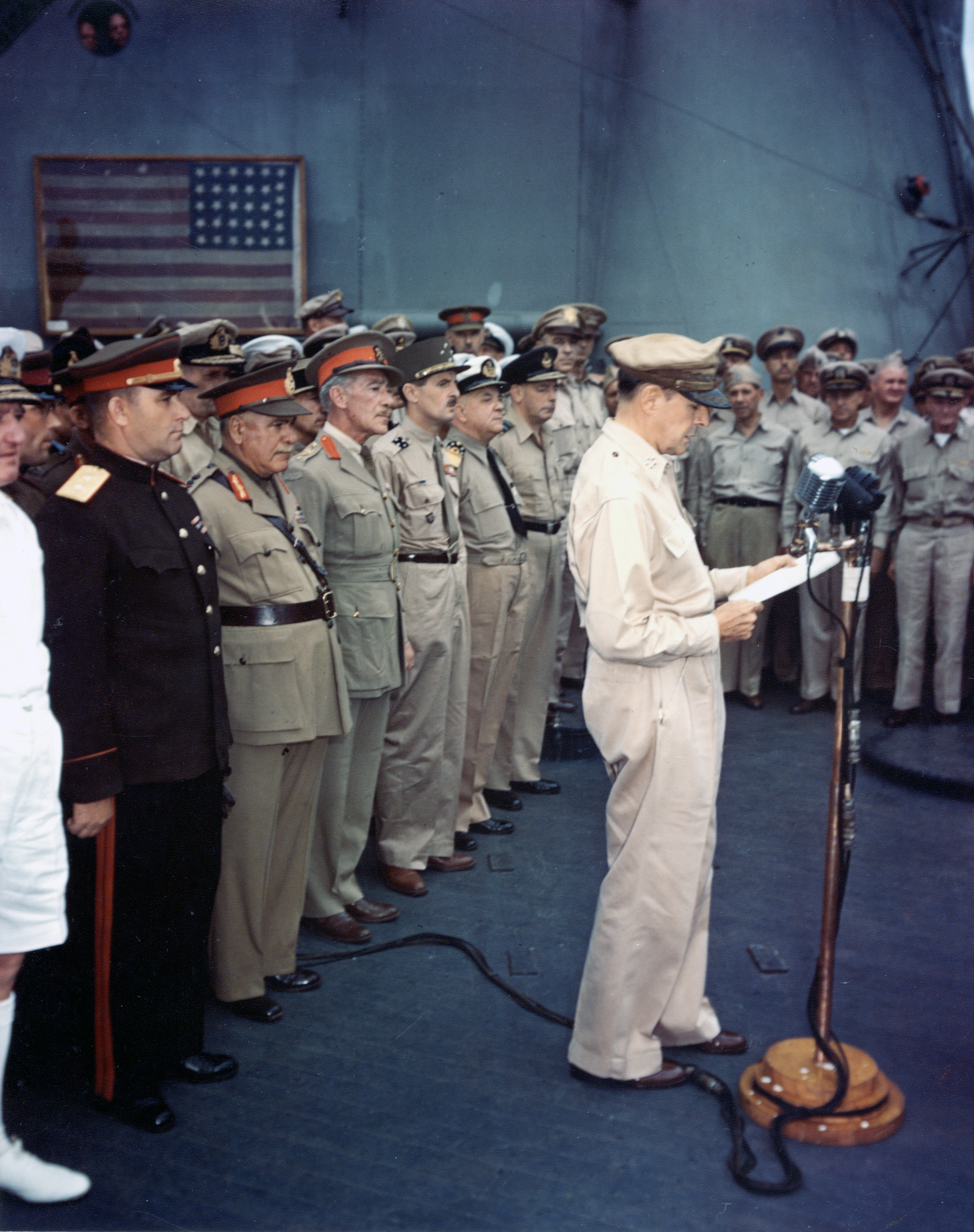
MacArthur alla cerimonia di resa. La bandiera sventolata da Matthew Perry è visibile sullo sfondo.

La resa formale fu siglata il 2 settembre 1945, quando le rappresentative dell'Impero del Giappone firmarono l'atto di resa del Giappone nella baia di Tokyo, a bordo della Missouri. Shigemitsu firmò in nome del governo civile mentre il generale Umezu firmò per i militari.
Sulla Missouri, quel giorno, vi era la bandiera americana che nel 1853 era sulla USS Powhatan e che fu sventolata dal commodoro Matthew Perry nel primo delle sue due spedizioni nel Giappone. La spedizione di Perry si concluse nella Convenzione di Kanagawa, che obbligò i giapponesi ad aprirsi al commercio con l'America.
Dopo la resa formale, le indagini sui crimini di guerra giapponesi iniziarono rapidamente. In un incontro con il generale MacArthur, nel tardo settembre, l'Imperatore Hirohito si offrì di prendersi la colpa per i crimini di guerra ma ciò gli fu negato e l'Imperatore non fu mai processato. Le procedure legali per il Processo di Tokyo furono emesse il 19 gennaio 1946.
Oltre al 14 e al 15 agosto, anche il 2 settembre 1945 viene riconosciuto come la Giornata della Vittoria sul Giappone. In Giappone, il 15 agosto viene chiamato Shūsen-kinenbi (終戦記念日 ({{{2}}}?)), che letteralmente significa "giorno di memoria per la fine della guerra" ma il nome ufficiale per questo giorno (che non è festa nazionale) è Senbotsusha o tsuitō shi heiwa o kinen suru hi (戦没者を追悼し平和を祈念する日 ({{{2}}}?), "giorno per il lutto dei morti in guerra e per pregare per la pace"). In Corea, questa giornata è commemorata il 15 agosto come Gwangbokjeol (letteralmente "Restaurazione della Giornata della Luce") nel sud e come Joguk Haebang Ginyeomil (tradotto rozzamente in "Giornata della Liberazione della Patria") nel nord; in Australia è la Giornata della Vittoria nel Pacifico, V-P Day.
Il Presidente Truman dichiarò il 2 settembre Giornata dalla Vittoria nel Pacifico ma fece notare che "non è ancora il giorno della formale proclamazione della fine della guerra né della cessazione delle ostilità."
Poco dopo la cerimonia di resa, il governo statunitense approvò la politica iniziale post-resa, che avrebbe condotto alla realizzazione dei documenti della politica d'occupazione.

## Ulteriori rese e la resistenza dei militari giapponesi
In seguito alla firma ufficiale, molte altre cerimonie per la resa ebbero luogo nei rimanenti domini del Giappone nel Pacifico. Le forze giapponesi nel sud-est asiatico si arresero il 12 settembre 1945, a Singapore. Il Giorno della Retrocessione (25 ottobre) segnò l'inizio dell'occupazione militare di Taiwan. Non fu prima del 1947 che tutti i prigionieri giapponesi in mani anglo-americane furono rimpatriati. Più tardi, nell'aprile 1949, anche la Cina consegnò più di 60 000 dei suoi prigionieri giapponesi. Alcuni, come Shozo Tominaga, non furono rimpatriati fino ai tardi anni cinquanta.
Le richieste logistiche della resa furono formidabili. Dopo la capitolazione del Giappone, molto più di 5 400 000 soldati e di 1 800 000 marinai giapponesi furono fatti prigionieri dagli Alleati. I danni alle infrastrutture del Giappone, combinati con una grave carestia nel 1946, complicarono ulteriormente i tentativi Alleati di rifornire i prigionieri di guerra giapponesi e i civili.
Lo stato di guerra tra gli Stati Uniti e il Giappone ufficialmente si concluse quando venne attuato il Trattato di San Francisco, il 28 aprile 1952. Il Giappone e l'Unione Sovietica formalmente dichiararono di essere in pace quattro anni dopo, quando firmarono la Dichiarazione congiunta sovietico-giapponese del 1956.
Alcuni soldati fantasma giapponesi, in special modo nelle piccole isole del Pacifico, si rifiutarono di arrendersi (credendo che la dichiarazione fosse propaganda o considerando la resa cosa contro il loro codice). Altri potevano non averla udita proprio. Teruo Nakamura, l'ultimo soldato fantasma conosciuto, emerse dal suo nascondiglio in Indonesia nel dicembre 1974 mentre due altri soldati giapponesi, che si erano uniti alla guerriglia comunista alla fine della guerra, combatterono nel sud della Thailandia fino al 1991.

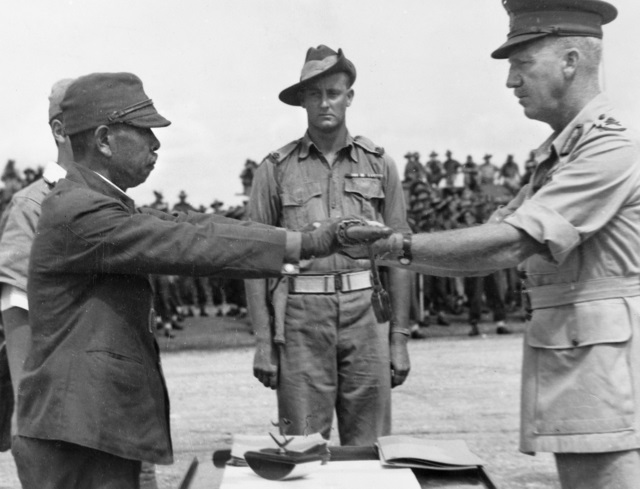
Hatazō Adachi, il comandante della 18ª Armata giapponese in Nuova Guinea, si arrese consegnando la sua spada al comandante della 6ª Divisione australiana, Horace Robertson.
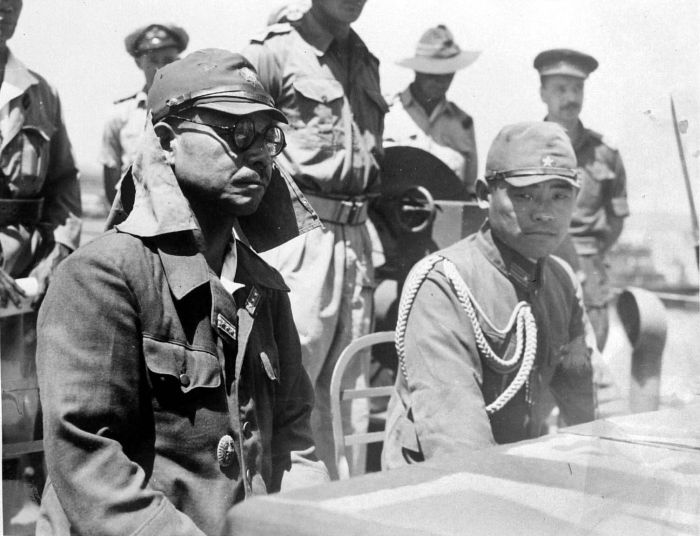
Kaida Tatsuichi, comandante del 3º Reggimento Corazzato giapponese e il suo Capo dello Staff Shoji Minoru ascoltano i termini di resa a bordo della HMAS Moresby (1918) a Timor.
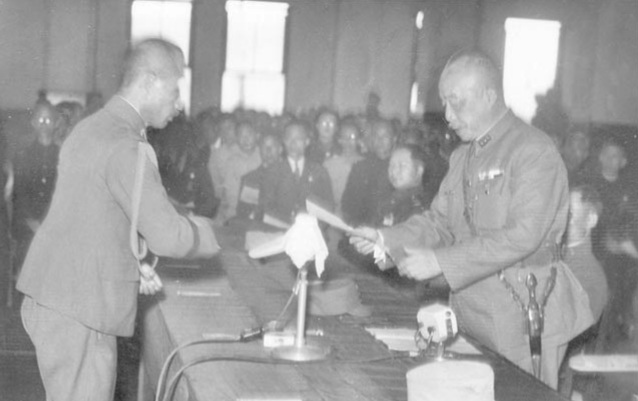
Il generale cinese Chen Yi accetta la resa di Rikichi Andō, il generale governatore di Taiwan.
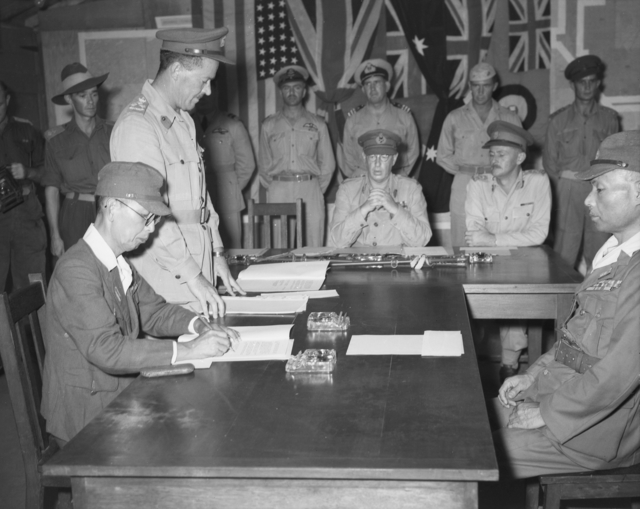
Masatane Kanda firma la resa delle forze giapponesi nell'Isola Bougainville, Papua Nuova Guinea.